# Fronte occidentale (1914-1918)
Il fronte occidentale fu il teatro dell'inizio delle operazioni della prima guerra mondiale. Il fronte si aprì nell'agosto 1914 quando l'esercito tedesco invase il Lussemburgo e il Belgio occupando poi importanti zone minerarie e industriali della Francia nordorientale. L'invasione tedesca, inizialmente rapida e apparentemente inarrestabile, venne poi fermata con la prima battaglia della Marna dalle forze congiunte di Francia e Regno Unito; tentativi successivi di riprendere la guerra di movimento e ottenere una vittoria definitiva non ebbero esito, e le due parti in conflitto finirono con l'attestarsi lungo un'irregolare linea di trincee che si stendeva senza interruzioni dalle spiagge del Mare del Nord sino alla frontiera svizzera, linea che rimase essenzialmente invariata per la maggior parte della lunga guerra di posizione che ne derivò.
Fra il 1915 e il 1918 su questo fronte ebbe luogo una serie di importanti offensive e controffensive, dalla battaglia di Verdun alla battaglia della Somme, dall'offensiva Nivelle alla battaglia di Passchendaele, tutte caratterizzate dal comune scopo delle due parti di rompere lo stallo e sfondare le linee avversarie per ricominciare la guerra di movimento. Tuttavia la preponderanza dei mezzi difensivi quali trinceramenti, nidi di mitragliatrici e filo spinato, rispetto alle obsolete tattiche offensive, causò invariabilmente gravi perdite alla parte attaccante. Il fronte occidentale vide quindi nel corso del conflitto l'introduzione di nuove tecnologie militari, tra cui le armi chimiche e i carri armati, ma fu solo con l'adozione di tattiche di combattimento più moderne che verso la fine della guerra si restaurò un certo grado di mobilità. Fallite le ultime offensive tedesche nel marzo-luglio 1918 (offensiva di primavera), gli Alleati passarono al contrattacco grazie al determinante afflusso di forze fresche dagli Stati Uniti d'America, fino a costringere i tedeschi a chiedere un armistizio.
Il fronte occidentale è assurto nel tempo a simbolo dell'intera prima guerra mondiale: benché combattuta in una gran varietà di scenari diversi, nella cultura popolare la Grande Guerra è ancora immaginata come una guerra di trincea su terreno pianeggiante e clima temperato, anche perché, nonostante la natura statica, questo teatro si dimostrò decisivo per l'andamento generale del conflitto, dato l'enorme logorio di uomini e mezzi a cui furono sottoposte le due parti in lotta.

## Premesse

### La situazione in Francia
I motivi dell'attacco tedesco hanno radici profonde, da ricercare nella riorganizzazione politica e militare di Francia e Germania a seguito della guerra franco-prussiana del 1870. La Francia era uscita pesantemente sconfitta dalla guerra contro il Regno di Prussia, divenuto "Impero tedesco" proprio durante il conflitto con la proclamazione il 18 gennaio 1871 nella Galleria degli Specchi della Reggia di Versailles del re Guglielmo I come Kaiser di Germania. L'esercito francese, afflitto da errori strategici, disorganizzazione e demoralizzazione, era stato pesantemente battuto e ridotto in sfacelo, come del resto la nazione stessa: finanziariamente in ginocchio, il paese si era ritrovato dilaniato da una sanguinosa guerra civile, mentre il trattato di pace finale impose la cessione alla Germania di Alsazia e Lorena, centri industriali nevralgici per l'Europa e la Francia, oltre al pagamento di 200 milioni di sterline come indennità per i danni di guerra.

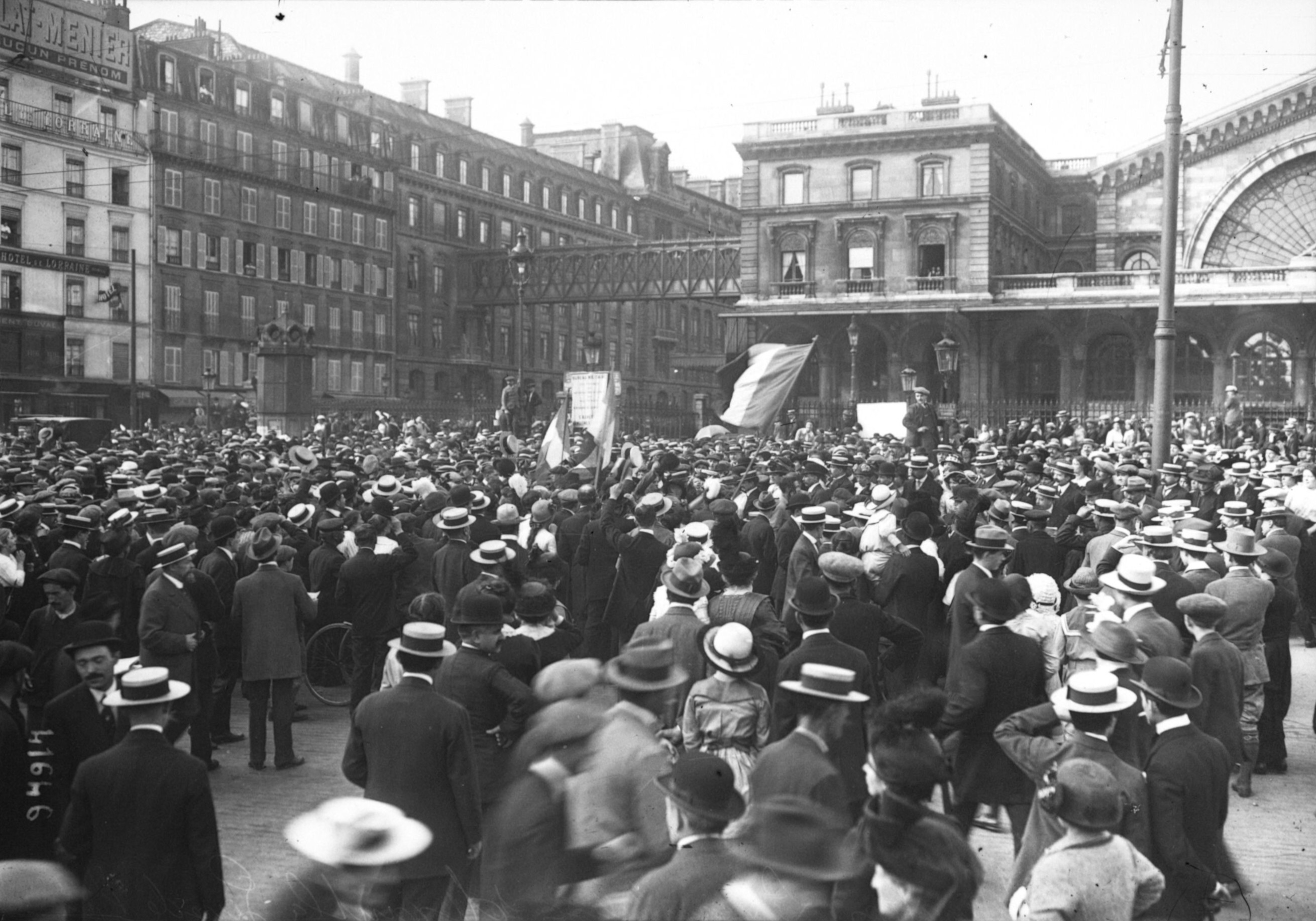
Calca di persone pronte alla mobilitazione generale all'esterno della stazione parigina di Gare de l'Est, 2 agosto 1914

Negli anni seguenti la guerra, l'orgoglio nazionale francese e una nuova ventata di fiducia nell'esercito diedero slancio a una nazione ansiosa di rivincita verso il secolare nemico tedesco: fu il cosiddetto "sentimento di revanscismo", destinato a orientare in senso aggressivo la politica francese dell'ultimo scorcio di secolo. I nuovi confini interponevano tra la Germania e Parigi appena 300 km senza più alcuna vera barriera naturale come, in precedenza, il Reno e i Vosgi; perciò la Francia, dopo essersi ripresa economicamente e militarmente, iniziò la costruzione lungo la propria frontiera orientale di un forte sistema difensivo composto da due linee continue di forti: venne realizzato così il "sistema Séré de Rivières", così chiamato in onore dell'ideatore, generale del genio Raymond Adolphe Séré de Rivières, che consisteva in una lunga linea fortificata avente il proprio fulcro principale nelle fortezze della zona di Verdun.
La Francia visse a cavallo tra il XIX e il XX secolo un periodo di prosperità economica e di fervore culturale che fece affievolire i sentimenti revanscisti; la perdita di Alsazia e Lorena fu compensata da un incremento dell'espansionismo coloniale in Africa e Indocina, mentre in Europa la diplomazia francese puntò a stabilire intese difensive con l'Impero russo (sfociata nel 1891 nella cosiddetta "duplice intesa") e con il Regno Unito (l'Entente cordiale del 1904). L'esercito si rafforzò e riorganizzò copiando anche il vincente modello tedesco, in particolare per quanto riguarda l'introduzione della leva obbligatoria, ma subì un grave danno d'immagine con lo scoppio dell'Affare Dreyfus nel 1894, vicenda che polarizzò gli animi politici del paese per più di un decennio e portò a una forte campagna antimilitarista presso l'opinione pubblica.

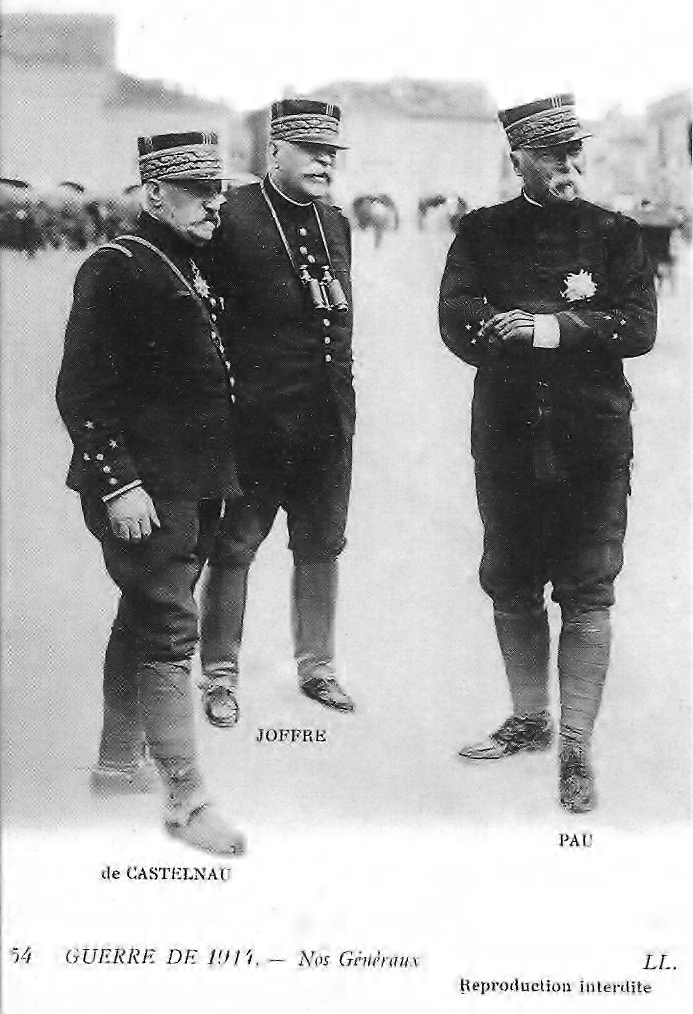
Da sinistra i generali de Castelnau, Joffre e Pau nel 1914

Le correnti nazionaliste e revansciste francese ripresero vigore con le "crisi marocchine" del 1905 e del 1911 tra Francia e Germania, relative a contrasti coloniali circa il destino del Marocco: nel 1913 venne ripristinata la ferma di tre anni abolita dopo il caso Dreyfus, e un convinto revanscista originario della Lorena, Raymond Poincaré, fu eletto presidente della Repubblica francese. L'esercito ritrovò vigore e sostegno popolare, e l'ardore nazionalistico portò a un radicale ripensamento delle concezioni strategiche che regolavano la difesa della nazione: crebbe nelle file degli ufficiali francesi l'aggressiva teoria dell'"offensiva ad oltranza", ben illustrata dall'allora tenente colonnello Louis de Grandmaison che sostenne il principio secondo cui «se il nemico osava prendere l'iniziativa anche per un solo istante, ogni pollice di terreno doveva essere difeso fino alla morte e, se perduto, riconquistato con un contrattacco immediato anche se inopportuno»; in nome della "volontà di conquista" teorizzata da de Grandmaison, la Francia doveva assicurarsi la vittoria con l'impiego di truppe motivate lanciate in impetuosi attacchi alla baionetta, «svolti col massimo ardore possibile».
Tale filosofia si combinò con un'esigenza prettamente politica (evitare che gli alleati russi dovessero assumersi tutto il peso del conflitto mentre i francesi si limitavano a difendere le loro frontiere) nell'elaborazione del principale piano operativo strategico previsto in caso di guerra con la Germania, il cosiddetto Piano XVII: l'esercito francese avrebbe dovuto sferrare un massiccio attacco lungo la frontiera comune tra i due Stati, avanzando prima in Alsazia per conquistare Mulhouse e Colmar e raggiungere il corso del Reno, per poi attaccare a nord in Lorena fino a Coblenza e aprirsi la strada per il cuore della Germania; tutte le unità migliori sarebbero state concentrate in questa offensiva, lasciando a nord di Verdun solo deboli forze per presidiare le frontiere settentrionali della Francia. La realizzazione di questo ambizioso piano era affidata a un esercito di 700 000 effettivi in tempo di pace, incrementabile a 1 100 000 uomini con i riservisti di prima linea: il basso indice di natalità fu compensato applicando la leva obbligatoria a una percentuale maggiore della popolazione maschile (l'84% contro il 53% della Germania); la filosofia basata sull'aggressione incurante della difesa, e soprattutto incurante delle intenzioni del nemico, fu instillata negli ufficiali e nei soldati in modo massiccio, tanto che allo scoppio della guerra l'esercito francese possedeva solo un numero limitato di armi campali di grosso calibro, armi ritenute adatte solo ad operazioni di difesa.

### La situazione in Germania
(Otto von Bismarck)

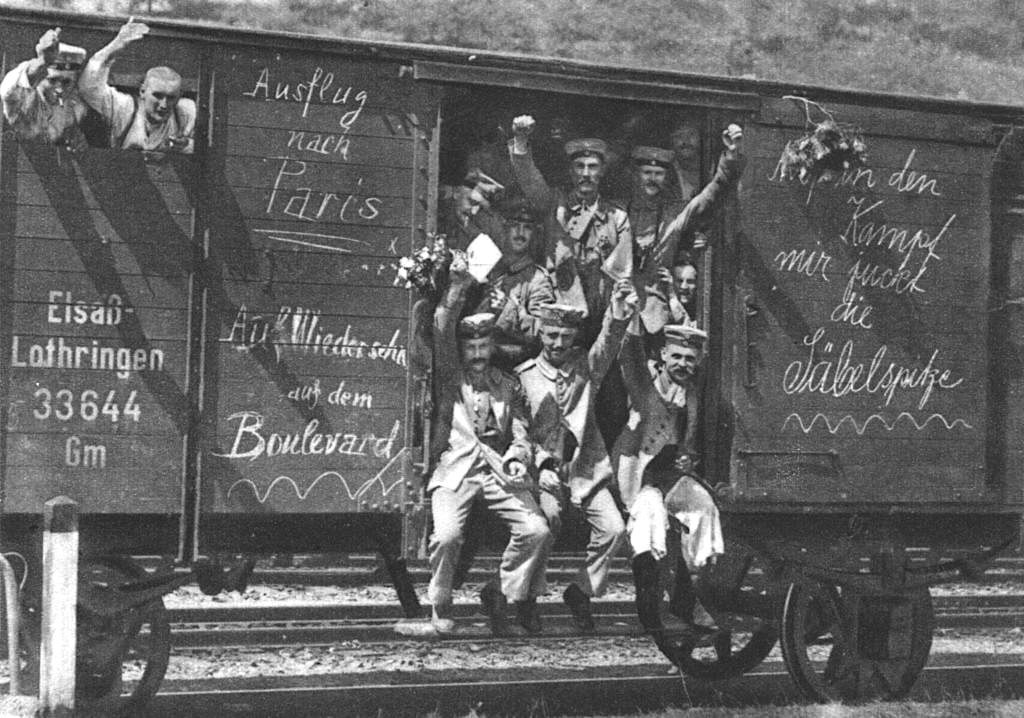
Soldati tedeschi diretti verso il fronte durante le prime fasi dell'avanzata tedesca. I messaggi scritti sulla carrozza rivelano l'ottimismo tra i tedeschi di una guerra vittoriosa.

Quello successivo alla guerra franco-prussiana fu un periodo di splendore per la Germania. L'accorta politica del Cancelliere del Reich Otto von Bismarck puntò a mantenere un equilibrio tra le grandi potenze europee, tenendo la Francia diplomaticamente isolata per soffocare le sue aspirazioni revansciste e stringendo a sé l'Impero austro-ungarico con un trattato di alleanza difensiva stipulato nel 1879 ("Duplice alleanza", divenuta "Triplice alleanza" nel 1882 con l'aggiunta del Regno d'Italia) per scongiurare una guerra a est tra austro-ungarici e russi, in competizione per il dominio nei Balcani. Bismarck promosse l'intervento statale a protezione dell'industria nazionale, portando a una rapida rivoluzione industriale e a un conseguente ampio incremento demografico che portò la Germania a superare per la prima volta la Francia quanto a numero di abitanti; fu avviata anche una politica di espansione coloniale in Africa e nell'Oceano Pacifico, fatto che rese però più insicuri i rapporti tra Germania e Regno Unito nonostante i legami dinastici che li univano.
L'ascesa al trono del nuovo Kaiser Guglielmo II di Germania nel 1888 portò a un drastico cambio di politica, sancito dalle dimissioni di Bismarck nel 1890: convinto che l'accrescere il peso geopolitico della Germania sulla scena mondiale richiedesse una maggior forza militare, il nuovo monarca promosse una politica estera volutamente aggressiva e un forte incremento delle spese militari, culminate in un ambizioso programma di costruzioni navali volto a creare una flotta da battaglia capace di competere alla pari con quella britannica; questa politica finì con il rafforzare l'immagine di una Germania come potenza aggressiva, favorendo la stipula delle alleanze difensive tra Francia, Russia e Regno Unito e accrescendo di conseguenza il senso di accerchiamento della stessa Germania.
La costruzione del sistema di fortificazioni francese "Séré de Rivières", in grado di ostacolare un attacco portato lungo le tradizionali direttrici d'invasione, e il costituirsi dell'alleanza tra Francia e Russia obbligarono alla fine del XIX secolo lo stato maggiore tedesco a dover prendere in considerazione piani bellici per vincere un conflitto combattuto su due fronti. Nei primi anni del nuovo secolo prese così forma il cosiddetto piano Schlieffen (dal nome del suo ideatore, l'allora capo di stato maggiore Alfred von Schlieffen): contando sulla lentezza delle procedure di mobilitazione dei russi, che lasciavano alla Germania sei settimane di tempo dalla dichiarazione di guerra prima di dover affrontare un'offensiva nemica a est, le principali forze tedesche dovevano essere concentrate a ovest per battere i francesi in una sorta di "guerra lampo"; per fare ciò, le forti difese al confine franco-tedesco dovevano essere aggirate da nord penetrando nei territori dei neutrali Belgio e Lussemburgo, da cui poi dilagare nella Francia settentrionale per andare a colpire alle spalle le forze nemiche ammassate contro l'Alsazia e la Lorena.
L'incremento demografico registrato nella seconda metà del XIX secolo consentiva alla Germania di mettere in campo un esercito numeroso: una legge del 1913 autorizzava per l'esercito tedesco (Deutsches Heer) una forza in tempo di pace di 870 000 uomini, ma ricorrendo ai riservisti di prima linea nell'agosto 1914 furono messi subito in azione 1 700 000 soldati, affiancati poi da altri 1 800 000 riservisti di seconda linea e 4 250 000 civili in età di leva non ancora addestrati. Lo sviluppo di una rete ferroviaria all'avanguardia consentiva una velocità di mobilitazione superiore a quelle delle altre nazioni europee e quattro volte più veloce di quella già elevata messa in mostra durante la guerra franco-prussiana, rendendo di fatto possibile per i tedeschi iniziare le operazioni belliche a partire dal giorno stesso della dichiarazione di guerra. Le forze armate godevano di un enorme prestigio popolare ed erano per molti aspetti indipendenti dal controllo del governo civile; l'esercito tuttavia non aveva granché modernizzato la propria organizzazione interna, specie riguardo alla selezione degli ufficiali: il sistema classista vigente in Germania poteva ostacolare le carriere di validi ufficiali di origine borghese (come Erich Ludendorff) a favore di personalità meno brillanti ma appartenenti alla nobiltà come von Moltke il giovane.

### La situazione nel Regno Unito

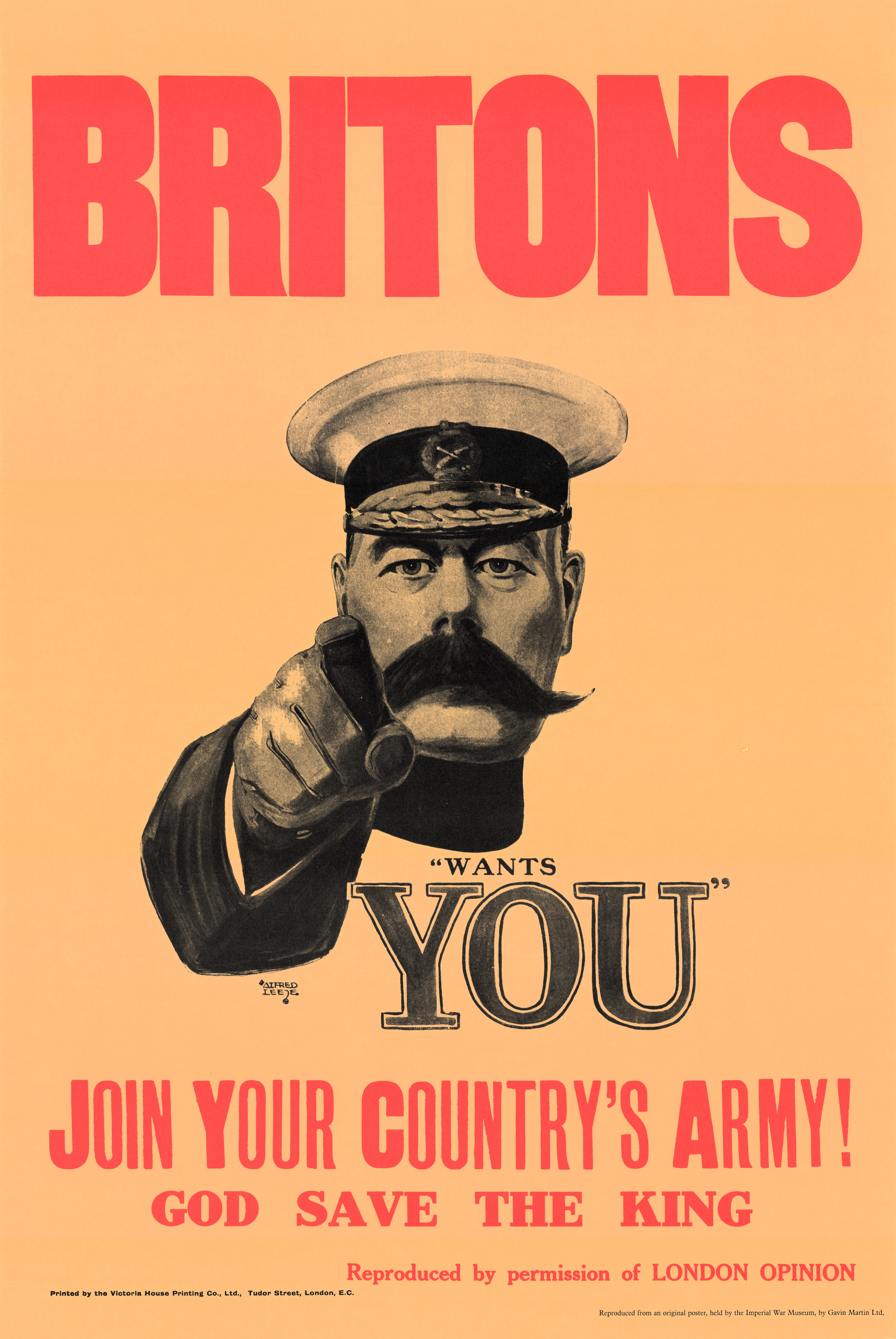
Il famoso manifesto britannico per l'arruolamento, con l'immagine dell'allora ministro della Guerra, Lord Horatio Kitchener

L'inizio del XX secolo vedeva ancora il Regno Unito esercitare un ruolo egemone nel consesso delle grandi potenze mondiali: l'Impero britannico dominava su un quinto della superficie terrestre, e la sua vasta rete commerciale gli garantiva forti introiti economici; l'Inghilterra continuava a essere una delle zone più industrializzate del mondo, anche se iniziava ad accusare la concorrenza di Germania e Stati Uniti d'America. Tradizionalmente, la diplomazia britannica favoriva il mantenimento dell'equilibrio tra le grandi potenze europee, ovvero la conservazione di quello status quo che vedeva il Regno Unito primeggiare su tutti i suoi concorrenti; l'affermazione della Germania come grande potenza continentale e la decisione tedesca di avviare vasti programmi di riarmo navale che minavano la supremazia britannica sui mari, vitale per la sicurezza dell'impero, minarono questo stato di cose: fallito tra il 1898 e il 1901 il tentativo di arrivare a un'intesa anglo-tedesca, Londra iniziò a guardare ai rivali della Germania.
Nel 1904 Francia e Regno Unito stipularono un'"intesa cordiale" (Entente cordiale) per comporre le loro dispute coloniali su Egitto e Marocco, e dal 1906 diedero vita a consultazioni bilaterali su questioni militari; nel 1907 invece il Regno Unito firmò un accordo con la Russia che proponeva di dirimere tra i due paesi le antiche dispute per i territori della Persia e dell'Afghanistan. Questo sistema di accordi sfociò nella cosiddetta "Triplice intesa", che si contrapponeva alla Triplice alleanza capitana dalla Germania. Nel 1911 il Regno Unito appoggiò apertamente la Francia contro la Germania nel corso della seconda crisi marocchina, con i britannici che minacciarono di aprire le ostilità se i tedeschi non avessero desistito dai loro propositi; la mossa funzionò ma il rancore che sedimentò nell'animo dei tedeschi fu enorme.

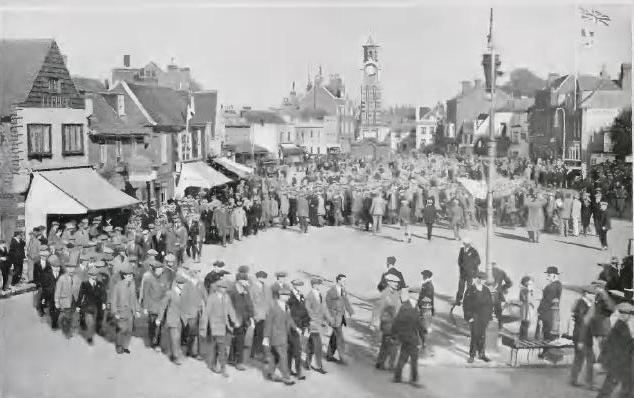
Lunga fila di volontari nel Surrey, il 9 settembre 1914

Benché in patria la stampa popolare alimentasse l'ostilità verso i tedeschi e vari scrittori, giornalisti, ammiragli e deputati manifestassero apertamente il timore che la Germania acquisisse la superiorità sui mari, i governi di Londra e Berlino tentavano ancora di evitare una guerra tra di loro: l'allora ministro della Marina britannico Winston Churchill propose che i due Paesi si accordassero per una tregua nel riarmo navale, offerta prontamente rifiutata dal Kaiser e, nonostante il gelo anglo-tedesco il 13 agosto 1913 Regno Unito e Germania si accordarono segretamente sulla creazione di sfere di influenza nei possedimenti portoghesi in Africa e sullo sfruttamento della ferrovia di Baghdad in modo da condividerne i vantaggi. Ma nell'estate del 1914 la situazione diplomatica precipitò inaspettatamente: in giugno, durante la "settimana velica di Kiel" a cui partecipava una squadra di navi da guerra britanniche, il Kaiser fu informato dell'assassinio dell'arciduca Francesco Ferdinando e abbandonò in tutta fretta i festeggiamenti per tornare a Potsdam. Poco più di un mese e mezzo dopo i tedeschi invasero il Belgio, atto che spinse il Regno Unito a entrare in guerra per riaffermare il suo formale impegno a garantire la neutralità belga: in poco tempo due paesi legati da parentele dinastiche e da diversi trattati economici impegnarono la quasi totalità delle proprie energie con l'obiettivo di distruggersi a vicenda.
Tradizionalmente la difesa dell'arcipelago britannico da un'invasione straniera era responsabilità della marina militare, lasciando alle forze terrestri un ruolo più secondario. Senza la necessità di disporre di un'enorme armata terrestre con cui confrontarsi con gli altri stati europei, il Regno Unito era l'unica delle grandi potenze a non adottare un sistema di leva militare obbligatoria della popolazione: il British Army era una forza composta interamente di professionisti offertisi per un servizio volontario, e sebbene ciò garantisse soldati eccellentemente addestrati e motivati faceva sì che l'organico in tempo di pace dell'esercito non superasse i 250 000 uomini. Le intese diplomatiche siglate dal Regno Unito con francesi e russi erano più accordi di amicizia, che veri e propri trattati di alleanza, e non comportavano formalmente alcun obbligo di un coinvolgimento britannico in una guerra continentale; tuttavia, agendo quasi di sua personale iniziativa, il vice-capo dello stato maggiore britannico Henry Hughes Wilson elaborò un piano per l'invio in Francia di un corpo di spedizione britannico forte di 150 000 uomini nel giro di poche settimane dallo scoppio di una guerra: le forze britanniche si sarebbero schierate nella Francia settentrionale, pronte a collaborare all'avanzata francese in Lorena o a controbattere eventuali incursioni tedesche in Belgio.

## Si aprono le ostilità

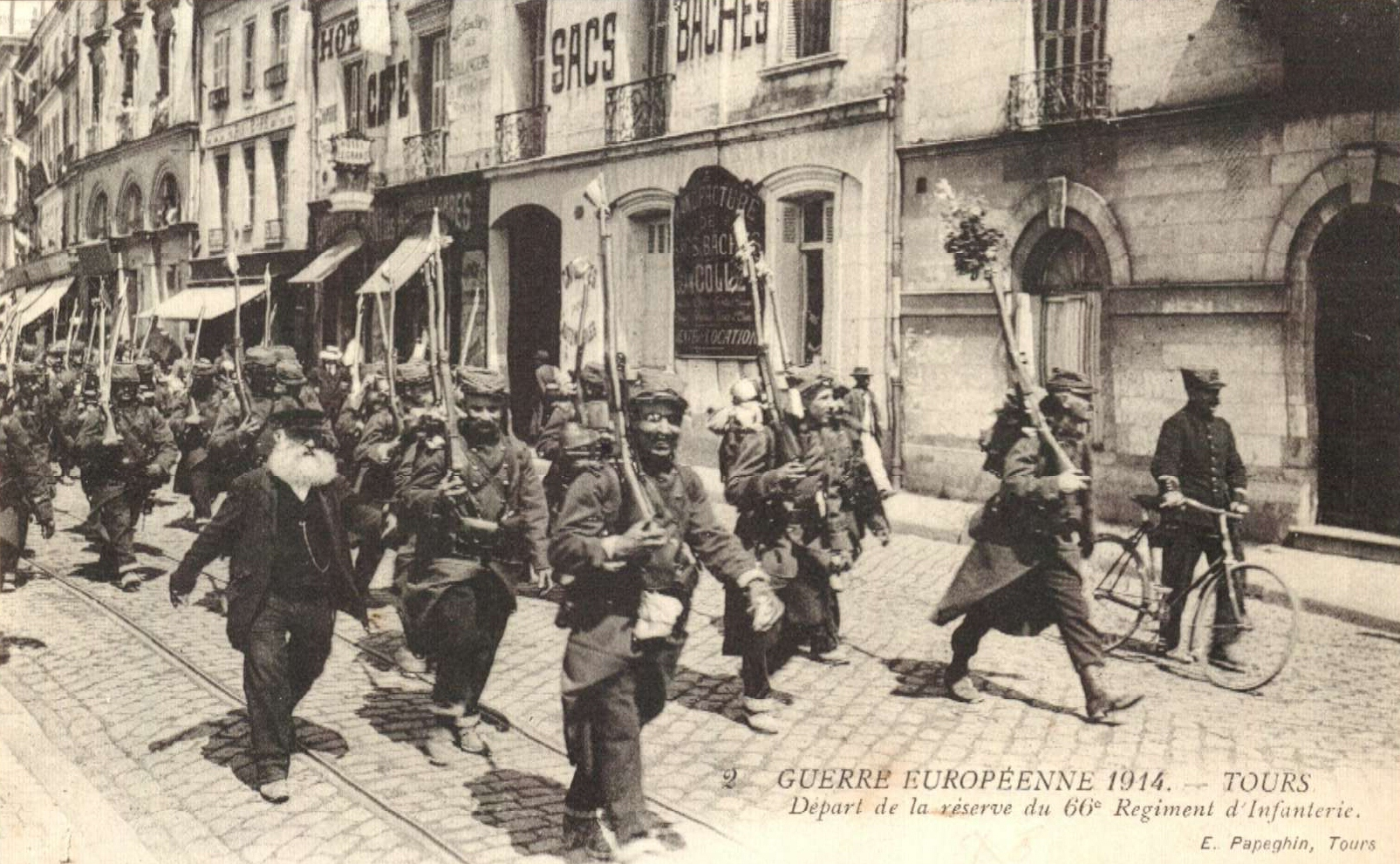
Un reparto di fanteria francese in marcia verso il fronte

La rigidità del piano Schlieffen e la tassatività della sua tabella di marcia condizionavano pesantemente le scelte politiche del governo di Berlino: una volta che la Russia avesse avviato la sua lenta procedura di mobilitazione, ogni giorno di attesa era un giorno regalato ai russi perché completassero la radunata delle loro armate, e quindi un giorno in meno a disposizione dei tedeschi per battere i francesi e concentrarsi a est per lo scontro finale. La prospettiva di un conflitto limitato a Russia e Germania non era ritenuta credibile: anche qualora la Francia avesse scelto la strada politicamente impraticabile di non tenere fede ai suoi impegni formali con gli alleati russi, la tentazione di attaccare in Alsazia e Lorena approfittando del concentramento dell'esercito tedesco a est sarebbe stata troppo forte; per i tedeschi, una guerra tra Germania e Russia avrebbe necessariamente comportato una guerra tra Germania e Francia, per la quale il piano Schlieffen era l'unica prospettiva di risoluzione vittoriosa.

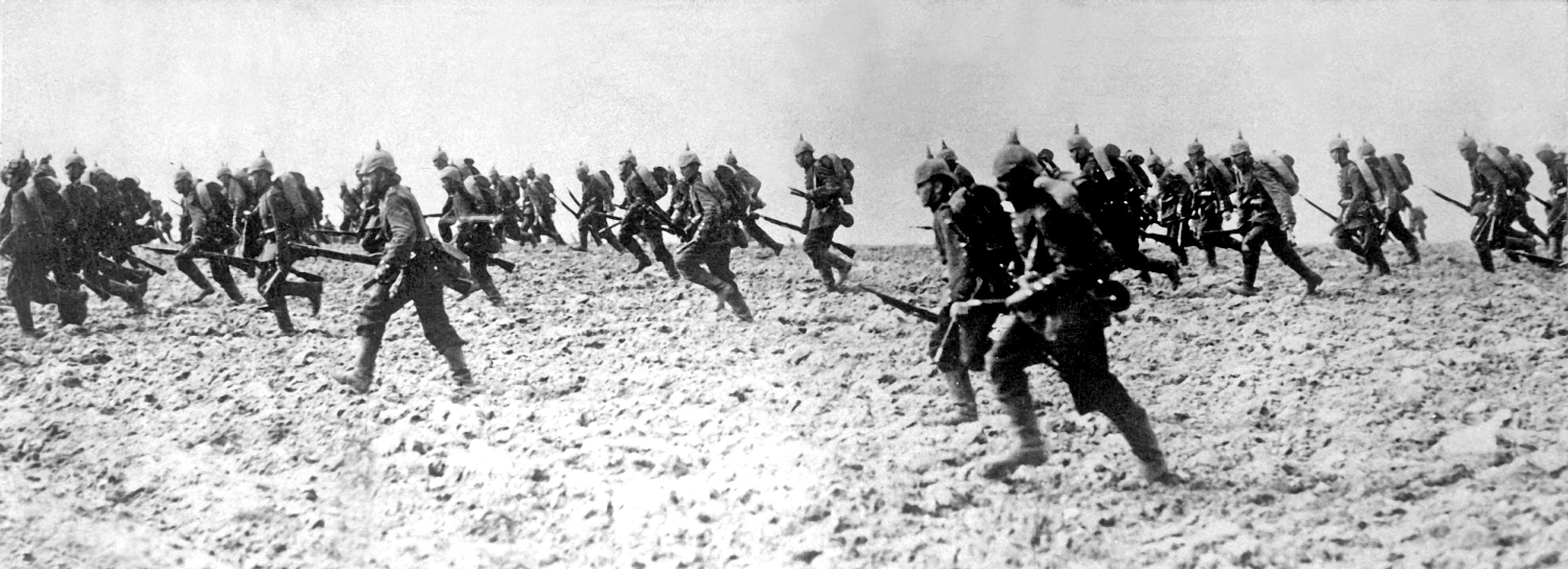
La fanteria tedesca avanza verso le linee nemiche, 7 agosto 1914

La dichiarazione di guerra dell'Austria-Ungheria al Regno di Serbia il 28 luglio 1914, cui seguì la reazione russa con l'ordine di mobilitazione parziale dei distretti militari al confine russo-austriaco firmata dallo zar il 29 luglio, innescò il meccanismo tedesco per l'entrata in guerra: la mossa russa doveva avere un significato più diplomatico che militare, ma quando fu accompagnata dall'ordine di mobilitazione generale il 30 luglio (una risposta al bombardamento austro-ungarico della capitale serba) le autorità militari tedesche premettero sul governo per dare corso ai piani di guerra nazionali. Il 31 luglio la Germania inviò un ultimatum alla Russia (chiedendo la sospensione di ogni preparativo militare) e alla Francia (invitando il paese a restare neutrale e a cedere come garanzia le città fortificate di Toul e Verdun), che furono prevedibilmente respinti; il 1º agosto, mentre Berlino dichiarava formalmente guerra alla Russia, sia la Germania che la Francia avviavano la mobilitazione generale.
L'attuazione del piano Schlieffen fu immediata: il 2 agosto truppe tedesche invasero il Lussemburgo, mentre alcune pattuglie attraversarono la frontiera francese dando luogo a sporadici scontri; a Joncherey, vicino al confine svizzero-tedesco, il caporale Jules-André Peugeot rimase ucciso in uno scontro con un gruppo di tedeschi: fu la prima vittima della guerra. Quello stesso 2 agosto la Germania inviò un ultimatum al Belgio, concedendo dodici ore di tempo per acconsentire al passaggio sul suo territorio delle truppe tedesche; i belgi rifiutarono. Il giorno seguente la Germania dichiarò guerra alla Francia, e in ottemperanza al piano Schlieffen le truppe tedesche si apprestarono a varcare il confine belga; la dichiarazione di guerra della Germania al Belgio il 4 agosto spinse il Regno Unito ad agire: firmataria del trattato dei XXIV articoli del 1839 che garantiva la neutralità e la protezione del Belgio in caso di attacco, Londra inviò un ultimatum ai tedeschi chiedendo loro di ritirarsi. La Germania non aveva scelta: il piano globale di guerra su due fronti era già in atto e sette ore prima della scadenza dell'ultimatum britannico le truppe tedesche oltrepassarono la frontiera belga; di conseguenza alle 23:00 del 4 agosto il Regno Unito dichiarò guerra alla Germania.

### L'invasione del Belgio e della Francia

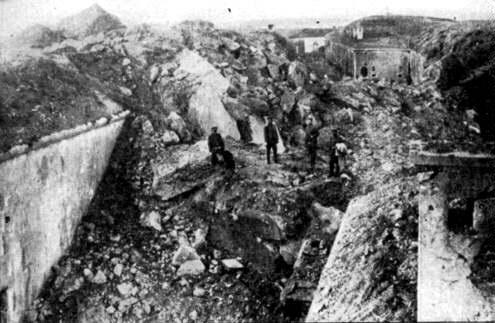
Fort de Loncin, uno dei forti intorno a Liegi, semidistrutto dopo l'assedio tedesco dell'agosto 1914

Occupato senza spargimenti di sangue il Lussemburgo il 2 agosto, le armate tedesche dilagarono nelle regioni orientali del Belgio a partire dal 4 agosto seguente; l'esercito belga, con appena 117 000 uomini sotto le armi, ripiegò dietro la protezione del fiume Mosa e dell'anello di fortificazioni che cingeva la città di Liegi. L'alto comando francese aveva preso in considerazione la possibilità di un'invasione del Belgio da parte dei tedeschi onde aggirare le forti difese al confine comune, ma riteneva che la mossa sarebbe stata limitata alla regione delle Ardenne a oriente della Mosa e che non avrebbe interessato l'intero paese: di conseguenza, solo la 5ª Armata del generale Charles Lanrezac fu mossa in avanti in sostegno dei belgi. I primi contingenti della British Expeditionary Force (BEF) al comando di Sir John French sbarcarono in Francia il 6 agosto, ma il grosso delle forze britanniche doveva ancora essere radunato e traghettato di là dalla Manica; ad ogni modo, in dieci giorni furono sbarcati 120 000 uomini senza che una sola vita o una sola nave andassero perdute, non avendo la Kaiserliche Marine tedesca mai tentato di ostacolare le operazioni.

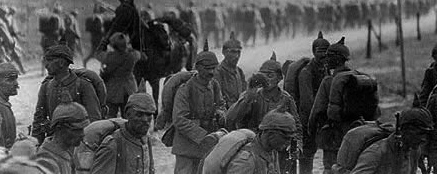
L'esercito tedesco in marcia verso occidente nell'agosto 1914

La prima fase dei combattimenti sul fronte occidentale divenne nota collettivamente come "battaglia delle Frontiere". I tedeschi catturarono il centro abitato di Liegi già il 6 agosto, ma l'anello di fortificazioni che lo circondava oppose una resistenza ostinata piegata solo dall'intervento dell'artiglieria pesante che demolì una piazzaforte dopo l'altra: l'ultimo contingente della guarnigione belga capitolò solo il 16 agosto. Contemporaneamente, l'attuazione del piano XVII francese si era risolta in una disfatta completa: nonostante un iniziale successo, la battaglia di Mulhouse (7-10 agosto) si concluse con una sconfitta per i francesi, e un ancor più grave fallimento fu riportato nel corso della seguente battaglia di Lorena (14-25 agosto). Gli attacchi frontali francesi condotti secondo la dottrina dell'"offensiva a oltranza" si infransero contro le fortificazioni e le mitragliatrici dei tedeschi, lasciando sul terreno migliaia di uomini: in Lorena i tedeschi passarono anche al contrattacco e solo a fatica i francesi riuscirono a bloccarli lungo la linea Verdun-Nancy-Belfort grazie ai sacrifici della 2ª Armata francese guidata da Édouard de Castelnau nel corso della battaglia del Gran Couronné (4-13 settembre).
Dopo la caduta di Liegi, la maggior parte dell'esercito belga si ritirò verso nord alla volta della piazzaforte di Anversa: Bruxelles fu occupata dai tedeschi senza colpo ferire il 20 agosto ma i belgi non rinunciarono a condurre alcune azioni ritardanti dell'avanzata nemica, come la battaglia di Haelen il 12 agosto; la frustrazione per i ritardi dell'avanzata e per gli attacchi di presunti "franchi tiratori" spinsero le truppe tedesche a condurre una serie di atrocità nei confronti della popolazione civile belga, azioni poi note collettivamente come "stupro del Belgio". Dal 17 agosto i tedeschi furono impegnati in un altro assedio diretto alla fortezza belga di Namur, seconda in grandezza solo a Liegi, che cadde in mano tedesca il 24 agosto.
All'alba del 21 agosto, su un'ampia fascia centrale del territorio belga, tre armate tedesche (la 1ª Armata al comando di Alexander von Kluck, la 2ª al comando di Karl von Bülow e la 3ª guidata da Max von Hausen) erano stabilmente schierate a metà del percorso che le divideva dai porti di Ostenda e Dunkerque, con altre due armate (la 4ª di Alberto di Württemberg e la 5ª del principe ereditario Guglielmo) in avanzata nelle Ardenne attraverso il Lussemburgo; a questa avanzata si opponevano tre eserciti: i belgi attestati a Namur, i francesi a Charleroi (la 5ª Armata di Lanzerac) e nelle Ardenne (la 3ª di Pierre Xavier Emmanuel Ruffey e la 4ª di Fernand de Langle de Cary) e i britannici della BEF a Mons, questi ultimi arrivati nello stesso momento in cui la 1ª armata di von Kluck puntava a sud verso la frontiera francese. Tra il 21 e il 23 agosto questa massa di uomini si affrontò in tre scontri distinti e contemporanei: la BEF ebbe il suo battesimo del fuoco nella battaglia di Mons, resistendo con inaspettata tenacia ma venendo infine costretta a ripiegare dal semplice peso numerico delle forze tedesche; i francesi invece subirono due chiare sconfitte nella battaglia di Charleroi e nella battaglia delle Ardenne.

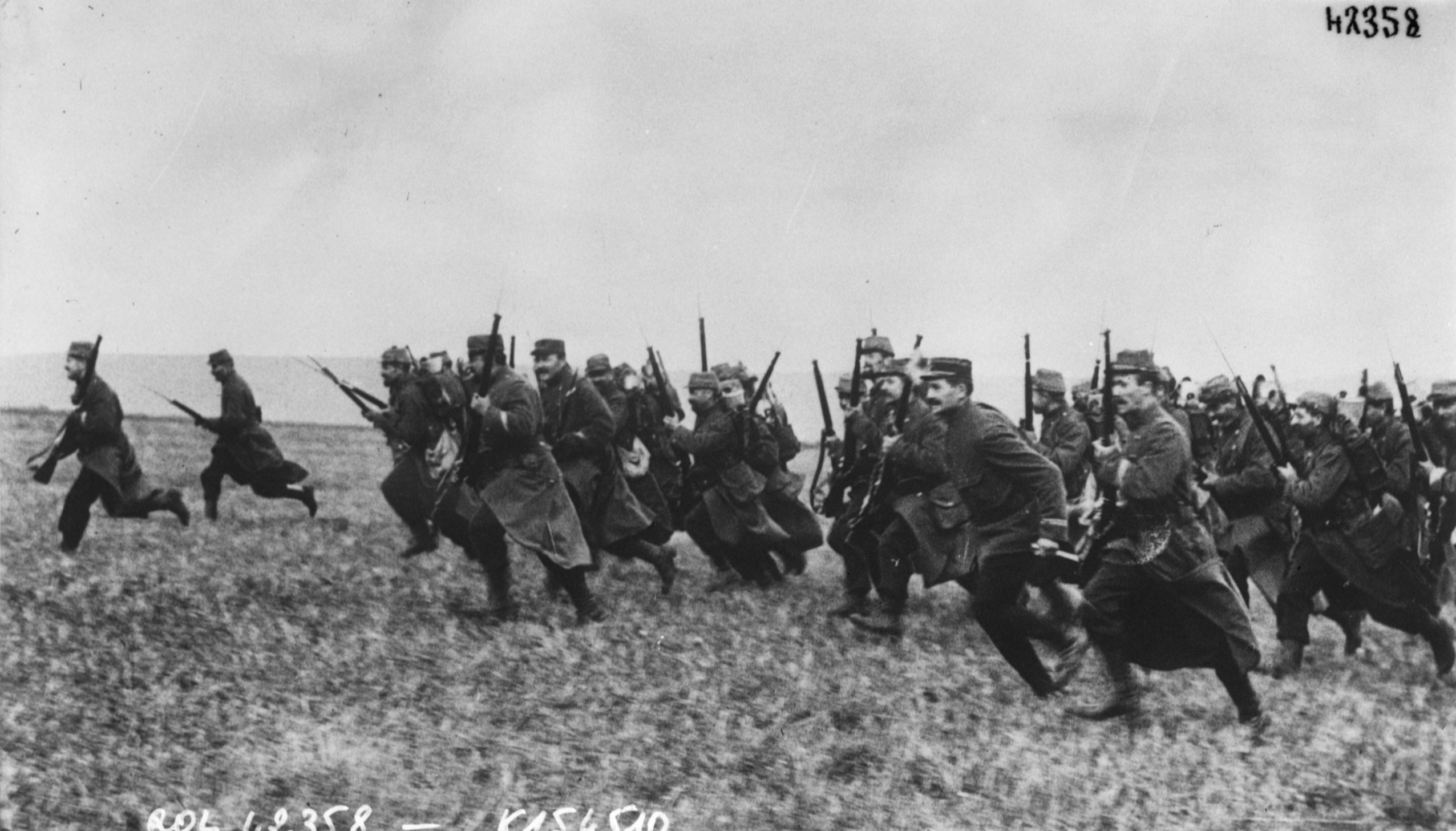
Fanteria francese all'assalto durante la prima battaglia della Marna

Battuti su tutto il fronte, gli anglo-francesi dovettero dare vita a una "grande ritirata" verso sud: il 24 agosto i tedeschi varcarono il confine franco-belga e iniziarono l'assedio della piazzaforte francese di Maubeuge, capitolata poi il 7 settembre, mentre le forze campali della BEF e della 5ª Armata francese dovettero sostenere due violente azioni di retroguardia a Le Cateau (26 agosto) e a San Quintino (29-30 agosto). L'avanzata tedesca intanto proseguiva apparentemente senza ostacoli, tanto che il 30 agosto le forze anglo-francesi erano state respinte oltre l'Aisne e continuavano a ritirarsi verso la Marna. La situazione era tale che il 2 settembre il governo francese preferì lasciare Parigi e rifugiarsi a Bordeaux.

### Il "miracolo della Marna"
Il 3 settembre l'esercito tedesco giunse a 40 km da Parigi. La versione originale del piano Schlieffen prevedeva di aggirare la capitale passando a ovest, in modo da evitare un assalto diretto alle sue fortificazioni e inglobarne la sua ampia guarnigione nell'accerchiamento generale delle armate francesi, ma tale proposito si rivelò irrealizzabile: le forze tedesche avevano subito pesanti perdite nell'avanzata attraverso il Belgio e la Francia settentrionale, gli uomini erano esausti per marce che toccavano i 50 o 60 km al giorno e i rifornimenti che raggiungevano i posti di smistamento ferroviario tendevano a rimanervi bloccati; nonostante l'apertura di nuove strade i veicoli a disposizione non riuscivano a soddisfare le esigenze di cinque armate. Dal punto di vista operativo, ogni giorno che passava portava il fronte sempre più vicino a Parigi, la cui fitta rete di ferrovie dava ai francesi la possibilità di muovere le proprie truppe molto rapidamente.
L'alto comando tedesco decise quindi di deviare la direttrice dell'avanzata facendo passare le sue armate a est di Parigi, continuando a tallonare le truppe anglo-francesi in ritirata verso sud. La fortuita cattura di alcuni documenti tedeschi consentì agli anglo-francesi di apprendere che i tedeschi non avrebbero attaccato Parigi puntando verso sud ma si sarebbero diretti verso sud-est all'inseguimento delle loro armate in ritirata, e decisero quindi di attestarsi in posizione difensiva sulla Marna facendone saltare tutti i ponti. Il nuovo comandante della guarnigione di Parigi, generale Joseph Simon Gallieni, riuscì a convincere il comandante in capo francese Joseph Joffre a organizzare una controffensiva contro il fianco destro dell'armata tedesca schierata più a ovest, la 1ª di von Kluck, buttando in battaglia la 6ª Armata del generale Michel Joseph Maunoury, una formazione creata da poco riunendo truppe richiamate dal fronte della Lorena con unità giunte dal Nordafrica; l'azione prese quindi il via il 5 settembre.
L'attacco di Maunoury, cui si unì parte della guarnigione di Parigi trasferita al fronte tramite un convoglio motorizzato, mise in grave difficoltà il fianco destro della 1ª Armata tedesca, e von Kluck dovette affrettarsi a spostare altre sue forze dal centro e dall'ala sinistra per parare la mossa; in questo modo però von Kluck perse il contatto con l'armata schierata alla sua sinistra, la 2ª di von Bulow, una condizione aggravata dalle difficoltà di comunicazione tra i vari comandi tedeschi: nel varco tra le armate tedesche così creato furono gettati al contrattacco la BEF e la 5ª Armata francese ora al comando di Louis Franchet d'Espèrey, mandando in crisi tutto lo schieramento nemico. L'8 settembre l'alto comando tedesco ordinò una ritirata generale dietro la linea del fiume Aisne, un arretramento di quasi 100 km rispetto allo schieramento all'inizio della battaglia.

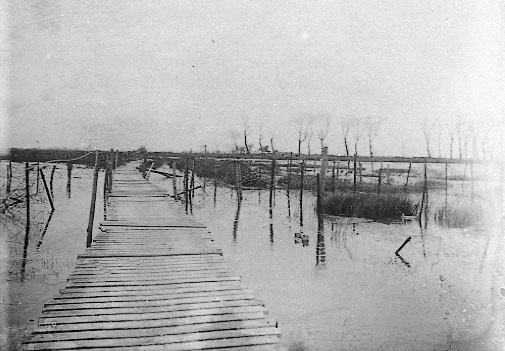
Durante le fasi finali della "corsa al mare" gli Alleati ricorsero ad allagamenti di ampi territori per impedire l'avanzata tedesca: in questa foto, territori allagati nei pressi di Ramskappelle

La battaglia della Marna sancì il completo fallimento dell'ambizioso piano Schlieffen e cancellò per sempre la possibilità di una rapida vittoria tedesca sul fronte occidentale; incolpato della sconfitta, il comandante in capo tedesco von Moltke dovette rassegnare le dimissioni e fu rimpiazzato dal generale Erich von Falkenhayn. La ritirata dei tedeschi non si trasformò però in una disfatta: gli anglo-francesi erano esausti quanto i loro nemici e, quando giunsero all'Aisne, i tedeschi si erano ormai riorganizzati e trincerati. A partire dal 13 settembre la prima battaglia dell'Aisne vide gli anglo-francesi aggredire la linea tedesca senza ottenere alcun risultato e l'azione si spense progressivamente entro il 27 settembre seguente.

### La corsa al mare
La conclusione degli scontri sull'Aisne consentì ai tedeschi di concentrarsi sulla minaccia costituita da Anversa nell'estremo nord del fronte: appoggiato da un contingente di Royal Marines britannici arrivati via mare, l'esercito belga qui rifugiato aveva condotto una difesa attiva lanciando sortite e incursioni contro le vulnerabili linee di comunicazioni nemiche, ma l'afflusso di massicci contingenti tedeschi appoggiati dall'artiglieria pesante segnarono il destino della piazzaforte. Iniziato il 28 settembre, l'assedio di Anversa si concluse il 10 ottobre con la caduta della città, ma le forze belghe furono ancora una volta in grado di sottrarsi alla cattura e di ripiegare nella regione delle Fiandre.
Il fianco meridionale delle armate contrapposte, da Compiègne a nord fino al confine con la Svizzera a sud, presentava ormai un fronte continuo e consolidato, ma il fianco settentrionale da Compiègne fino alle coste del Mare del Nord era ancora in gran parte aperto e sgombro da truppe; questa situazione sembrava offrire un'ottima occasione per lanciare un aggiramento del fianco esposto dell'avversario e rimettere in moto l'avanzata, ma a ogni mossa di uno schieramento in tal senso la controparte replicava con una manovra analoga: il risultato di questi abortiti aggiramenti e controaggiramenti fu che la linea del fronte prese a prolungarsi progressivamente fino alla costa del Mare del Nord, in un fenomeno poi noto come "corsa al mare". Ad aprire le manovre furono i francesi, che il 22 settembre attaccarono in Piccardia e il 25 settembre ad Albert, senza ottenere nulla che un nuovo stallo; ci provarono poi i tedeschi, bloccati dai francesi nella battaglia di Arras (1º-4 ottobre) e dai britannici (appoggiati per la prima volta da un contingente di truppe arrivate dall'Impero anglo-indiano) nelle battaglie di La Bassée (10 ottobre-2 novembre) e di Messines (12 ottobre-2 novembre). Il 12 ottobre i tedeschi riuscirono a conquistare Lilla, importante centro industriale, ma il contrattacco britannico li bloccò ad Armentières costringendoli a ripiegare fino a Menin mentre una loro offensiva sferrata nel settore delle Fiandre fu bloccata dalle forze belghe e francesi nel corso della battaglia dell'Yser (17 ottobre-1º novembre).
La "corsa al mare" ebbe termine con la prima battaglia di Ypres, combattuta dal 21 ottobre al 22 novembre: in uno scontro cruento i reparti tedeschi, rimpolpati da reclute appena addestrate, videro i loro assalti bloccati dai professionisti della BEF, uscita del resto quasi completamente distrutta dalla battaglia. Costata circa 250 000 morti tra i due schieramenti, la battaglia di Ypres segnò la fine della guerra di manovra a occidente e l'inizio di quella guerra di trincea che avrebbe caratterizzato tutto il conflitto fino alla sua conclusione nel 1918.

## Inizia la guerra di trincea

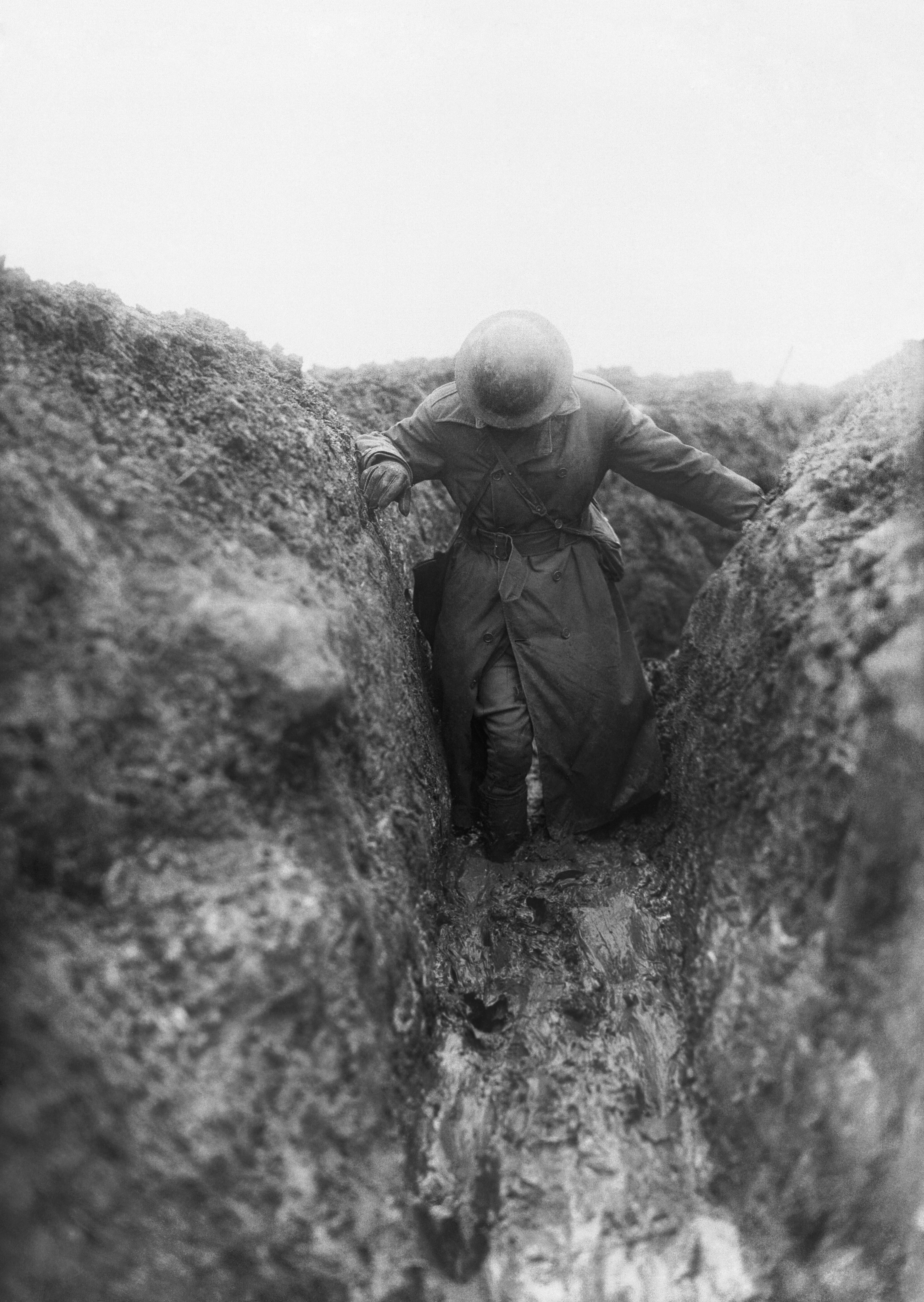
Trincea francese nel settore di Gueudecourt, Somme, durante l'inverno 1916-1917

Esauriti gli spazi per manovrare, i due schieramenti iniziarono a rafforzare e fortificare le proprie posizioni scavando trincee, camminamenti, rifugi e casematte in una linea continua estesa dal Mare del Nord alle Alpi; le linee contrapposte erano distanti tra loro dai 200 ai 1 000 metri con in mezzo una terra di nessuno continuamente contesa, martoriata dalle esplosioni, costellata di cadaveri insepolti e resa un pantano dalle piogge, dalla neve e dalla continua opera di erosione delle granate. Gli alti comandi ritenevano questa una situazione temporanea e continuarono a elaborare grandi progetti per sfondare il fronte e riprendere la guerra di movimento, ma invano. La situazione favoriva nettamente la difesa rispetto all'attacco: i sistemi trincerati, continuamente rafforzati e migliorati con l'aggiunta di più linee di trincee una dietro l'altra, non erano impossibili da espugnare ma solo al prezzo di grosse perdite per gli attaccanti, che esaurivano così l'impeto del primo assalto; era quindi necessario per l'attaccante far affluire riserve dalle retrovie per alimentare l'azione, ma ciò concedeva al difensore il tempo per far accorrere altre truppe nel punto dell'attacco e tappare così la falla aperta nel proprio fronte. Le esigenze della guerra di trincea fecero introdurre nuove armi o riscoprire armi del passato: poiché l'artiglieria da campagna non aveva la traiettoria ideale per colpire l'interno delle trincee si riscoprirono i mortai, divenuti indispensabili armi d'accompagnamento della fanteria; gli scontri negli spazi angusti di una trincea portarono all'adozione di armi innovative come lanciafiamme e bombe a mano, ma anche di strumenti del passato come mazze e coltelli. Le enormi perdite umane richiesero la mobilitazione di eserciti sempre più grandi: il Regno Unito compensò le perdite del 1914 grazie all'entusiastico afflusso di 2 600 000 nuovi volontari, ma nel maggio 1916 fu costretto a introdurre la leva obbligatoria come negli altri paesi europei.
I combattimenti continuarono anche dopo la conclusione della battaglia di Ypres senza che nessuno dei due contendenti si avvantaggiasse, e con l'inverno la situazione peggiorò: le trincee si riempirono, a causa delle piogge torrenziali, di acqua gelida, e la vita dei combattenti divenne ancora più infernale. Il 17 dicembre i francesi sferrarono un'offensiva nell'Artois, seguita il 20 dicembre da un altro grande attacco nella Champagne: esauritesi nei primi mesi del 1915, entrambe le azioni non portarono che a minimi guadagni territoriali pagati con perdite altissime. Solo in occasione del primo Natale di guerra sui campi di battaglia si intravide un ricordo della vita "normale", e alla vigilia, dopo cinque mesi di aspri combattimenti, le armi tacquero lungo tutto il fronte quando i combattenti dei due schieramenti concordarono - senza l'assenso degli alti comandi - una tregua di tre giorni durante la quale seppellire i morti e festeggiare insieme il Natale: fu la cosiddetta "tregua di Natale", uno spiraglio di umanità che non si poté più ripetere durante tutta la guerra.
Fu quindi la volta dei britannici tentare un nuovo sfondamento del fronte tedesco: il 10 marzo 1915, come parte di un'offensiva nella regione dell'Artois, l'esercito britannico attaccò a Neuve-Chapelle nel tentativo di prendere il crinale di Aubers. L'assalto fu condotto da quattro divisioni lungo un fronte di tre chilometri, preceduto da un bombardamento concentrato durato 35 minuti: inizialmente i progressi furono rapidi, tuttavia l'attacco rallentò per problemi logistici e di comunicazione; i tedeschi riuscirono a inviare delle riserve e contrattaccarono vanificando il tentativo.

### La guerra dei gas

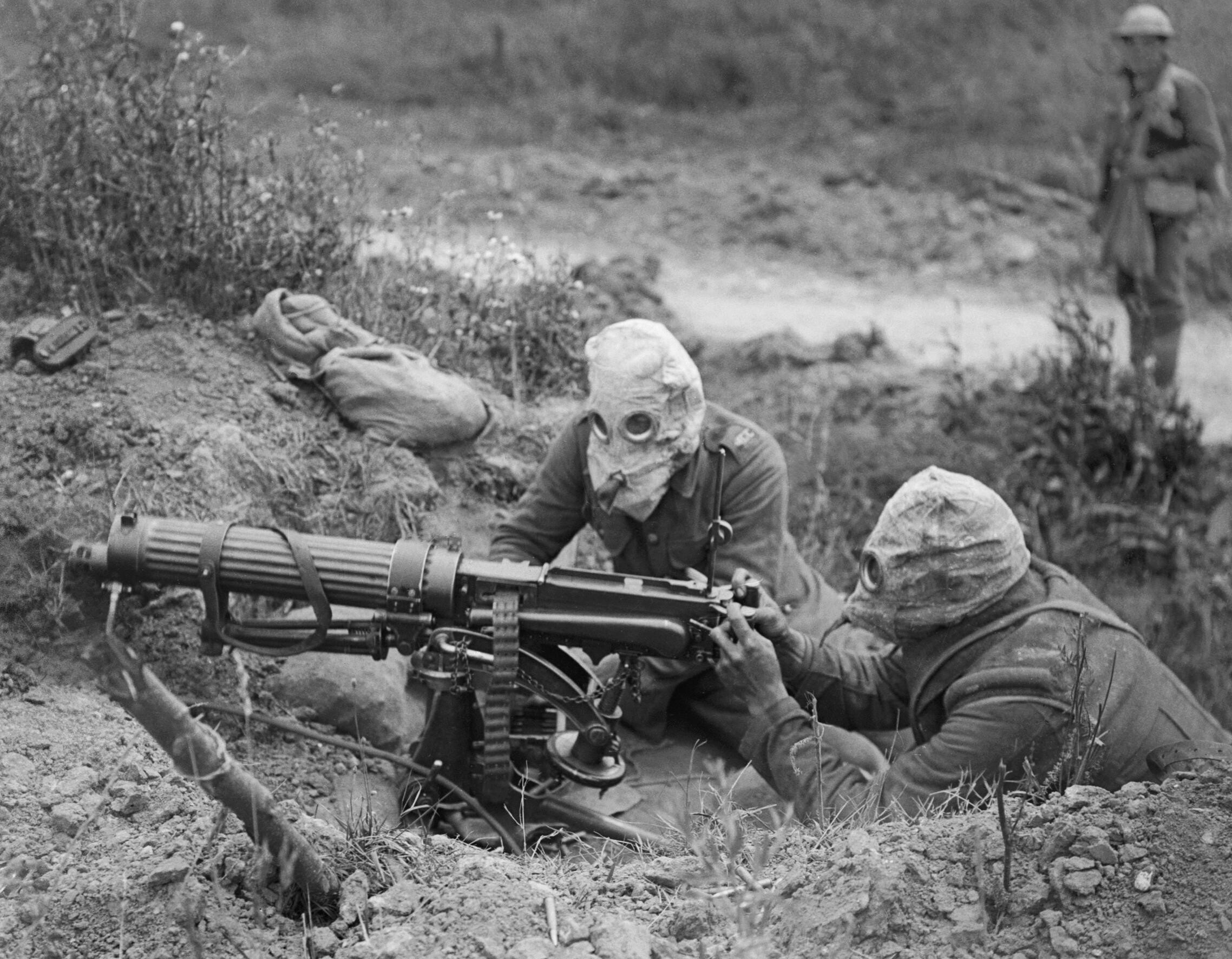
Mitraglieri britannici sulla Somme fanno fuoco con una mitragliatrice Vickers muniti di maschera antigas, luglio 1916

Benché il capo di stato maggiore von Falkenhayn auspicasse la ricerca di un successo risolutivo in occidente, l'alto comando tedesco dovette riconoscere preminenza al fronte est onde impedire un totale crollo dell'Austria-Ungheria, assalita su tutti i fronti da russi, italiani e serbi; sul fronte occidentale i tedeschi mantennero quindi principalmente un atteggiamento difensivo, anche se ciò non significò la rinuncia a qualunque tentativo di riprendere l'avanzata.
Il 22 aprile 1915 i tedeschi sferrarono un'offensiva a Ypres contro il fronte anglo-francese impiegando, per la prima volta dall'inizio della guerra su vasta scala, le armi chimiche: dalle 4 000 alle 5 700 bombole contenenti in tutto 168 tonnellate di cloro furono aperte contro le truppe coloniali francesi stanziate sulla cima Pilckem; la nube giallo-verde asfissiò i difensori della prima linea, e nelle retrovie causò il panico provocando una breccia nella linea alleata. Tuttavia i tedeschi non erano preparati ad un tale successo e non avevano approntato riserve sufficienti per approfittarne; giacché inizialmente i tedeschi non avevano preso nemmeno in considerazione di entrare a Ypres, ebbero grosse difficoltà a coordinare l'avanzata delle truppe e il lancio dei gas: se il vento non era a favore, avanzare era rischioso per la possibilità che i soldati si trovassero nella stessa nube destinata al nemico. I lanci di gas avevano fatto arretrare i britannici fino alle porte di Ypres, ma nonostante i ripetuti bombardamenti e attacchi i tedeschi non riuscirono a superare lo stallo e il 25 maggio le operazioni cessarono.

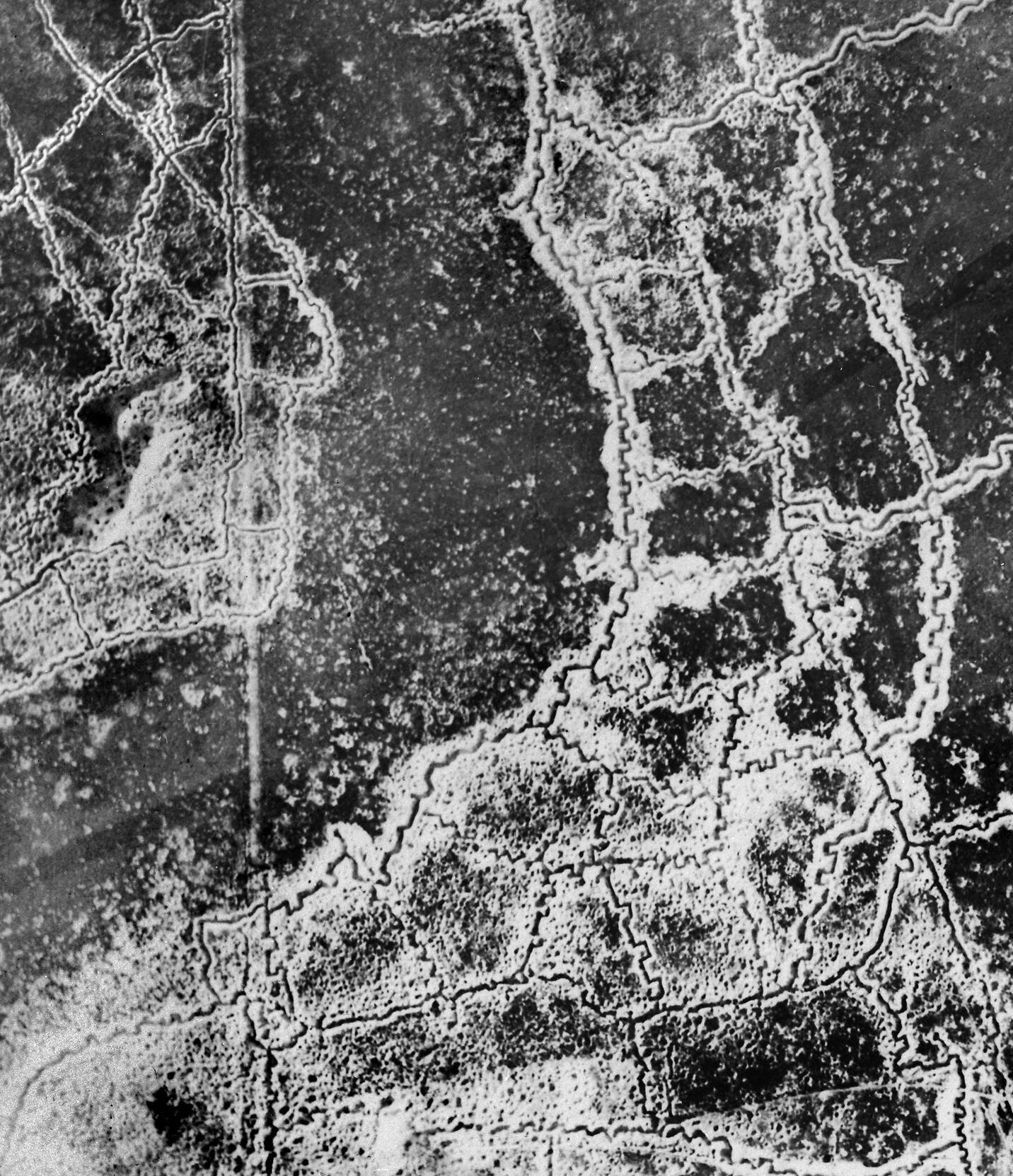
Fotografia aerea del complesso sistema trincerato nel settore Loos-Hulluch nel luglio 1917

Dopo questo attacco anche gli anglo-francesi cominciarono a sviluppare la nuova arma pur senza riuscire a eguagliare i nemici nello sviluppo degli aggressivi né nelle tecniche d'impiego, che, inizialmente piuttosto approssimative, vennero nel corso del tempo perfezionate con l'introduzione delle granate caricate a gas, che consentivano di colpire con maggiore precisione una determinata zona di fronte. Per tutto il conflitto i tedeschi riuscirono comunque a mantenere una netta superiorità tattica nell'uso dell'arma chimica: lo schema di bombardamento chimico tedesco nel 1917 vedeva l'impiego iniziale di agenti starnutatori o irritanti, che rendevano difficile ai difensori indossare e mantenere la maschera antigas; seguiva poi una salva di granate al fosgene, con effetti asfissianti e inabilitatori, quindi veniva sparato un terzo tipo di granate cariche di iprite, raramente letale ma che grazie alla sua persistenza sul terreno rendeva difficile ai difensori il contrattacco e anche la sola permanenza nelle proprie trincee. Oltre a ciò si alternavano proiettili convenzionali con proiettili a gas, per ingannare i difensori circa la natura dell'attacco, e si poteva scegliere la miscela di gas in relazione all'impiego, difensivo od offensivo che fosse.
Al termine del conflitto si stimò che il gas tossico avesse mietuto in totale 78 198 vittime fra gli Alleati mettendone fuori combattimento per un periodo più o meno lungo almeno 908 645, mentre gli Alleati, nonostante avessero impiegato nel corso della guerra la stessa quantità di gas dei tedeschi (68 100 tonnellate per la Germania contro le 68 905 tonnellate per gli Alleati), inflissero ai tedeschi 12 000 perdite e 288 000 intossicati, a dimostrazione della maggiore efficacia nelle tattiche d'impiego tedesche nei confronti dei nemici.

### Le nuove spallate alleate

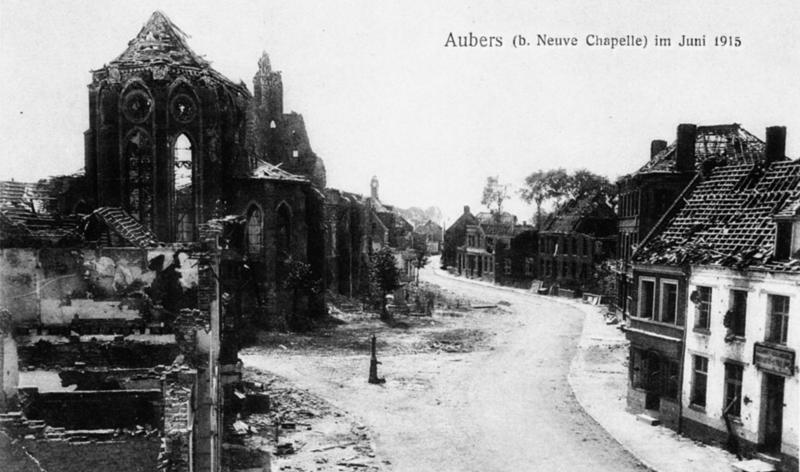
Le rovine di Aubers, giugno 1915

Il 9 maggio le truppe francesi attaccarono le posizioni tedesche sul crinale di Vimy, dando il via alla seconda battaglia dell'Artois. Dopo un bombardamento di cinque ore i francesi uscirono dalle trincee, ma percorsi un migliaio di metri si trovarono davanti ai reticolati tedeschi ancora intatti; sotto il fuoco delle mitragliatrici tentarono di aprirsi un varco con le cesoie e i pochi superstiti si trovarono davanti a un nuovo reticolato; alla fine raggiunsero le trincee abbandonate dai tedeschi che erano arretrati sulle seconde linee, trovandosi quindi sotto il fuoco delle proprie artiglierie. Quello stesso giorno i britannici attaccarono il crinale di Aubers, che non erano riusciti a conquistare due mesi prima con l'offensiva di Neuve-Chapelle; dopo un abbozzato bombardamento di preparazione, indiani e britannici uscirono dalle trincee solo per essere massacrati dalle mitragliatrici tedesche rimaste intatte. In una serie di attacchi frontali i britannici riportarono solo nel primo giorno 458 morti tra gli ufficiali e 11 161 tra i soldati.
Il fallito fuoco di sbarramento d'artiglieria ad Aubers e l'impossibilità di lanciare altri attacchi per mancanza di munizioni suscitarono le ire di French, il quale lamentava la penuria di rifornimenti; l'offensiva cessò e dopo il fallimento dei tedeschi a Ypres lo stallo al fronte diventò totale. Per tutto il maggio 1915 migliaia di francesi caddero nella regione dell'Artois cercando di aprirsi un varco nelle trincee tedesche; al 18 giugno il bilancio era di circa 18 000 soldati francesi morti o feriti e la battaglia venne interrotta. La guerra a occidente era costituita ormai soltanto da colpi di mano nelle trincee nemiche, da bombardamenti intermittenti e da assalti occasionali.

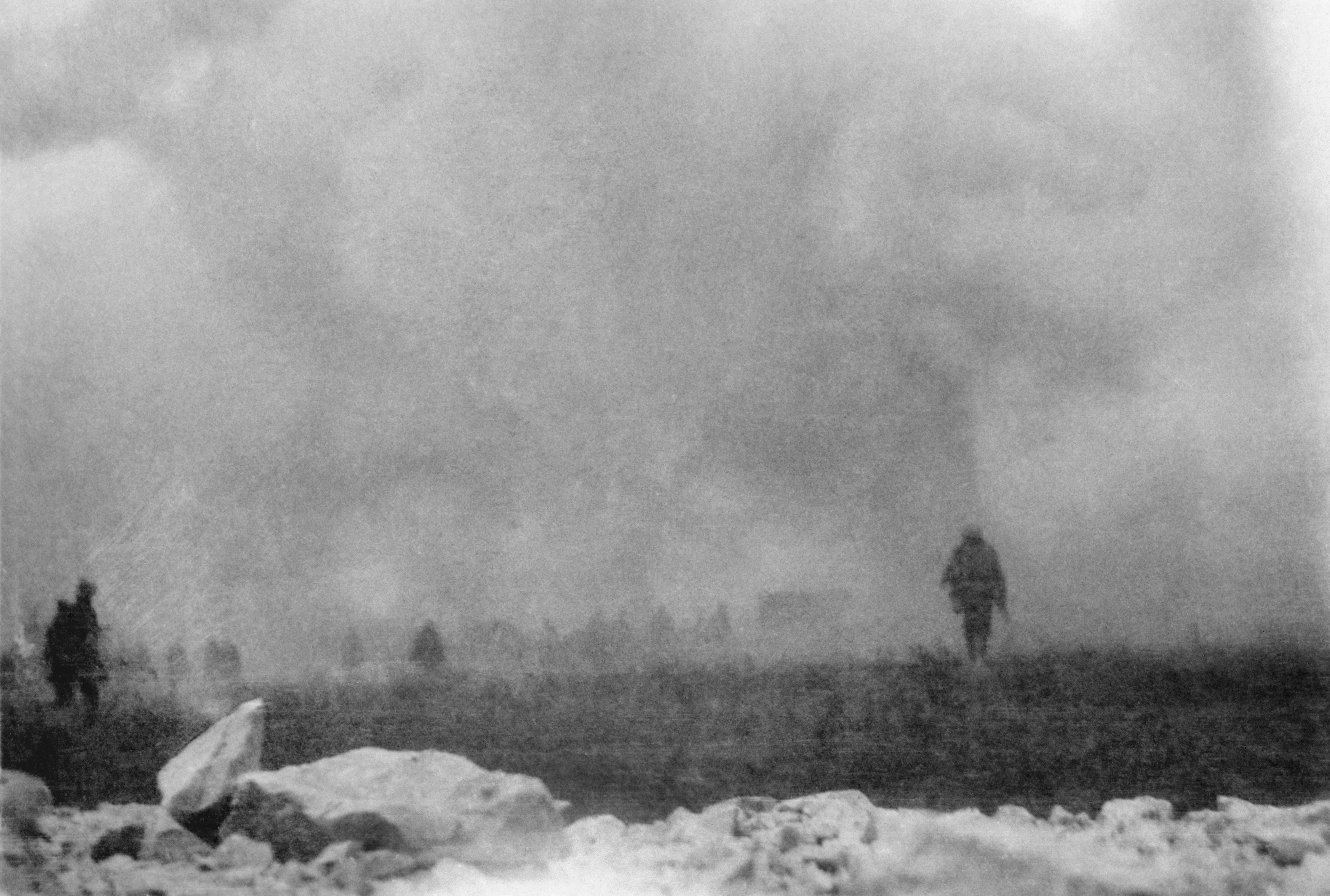
Fanti britannici attraversano la terra di nessuno attraverso una nube di gas, Loos, 25 settembre 1915

Sul fronte occidentale passarono quattro mesi e mezzo tra la battaglia dell'Artois e le nuove offensive alleate, che nelle intenzioni avrebbero dovuto ridurre le difficoltà militari della Russia a oriente; quattro mesi di "tregua" in cui però non mancarono mai i bombardamenti e i tiri dei cecchini. Nel settembre 1915 gli Alleati lanciarono alcune grandi offensive: i francesi nella regione della Champagne e i britannici a Loos. I francesi avevano impiegato l'estate nei preparativi per quest'azione, mentre i britannici assumevano il controllo di porzioni maggiori del fronte per liberare truppe francesi. Il bombardamento preliminare d'artiglieria, accuratamente diretto per mezzo di fotografie aeree, iniziò il 22 settembre mentre l'assalto principale avvenne il 25 settembre e, almeno inizialmente, fece buoni progressi nonostante le artiglierie non avessero eliminato del tutto gli sbarramenti di filo spinato e nidi di mitragliatrici. Per i francesi l'offensiva della Champagne fu un successo, seppur relativo: il primo giorno il fronte fu sfondato per una lunghezza di 4 km e i francesi avanzarono nell'interno per una profondità di 5 km, anche se le riserve tedesche riuscirono a bloccarli già il 26 settembre. Quando l'offensiva si concluse, Joffre annunciò che erano stati catturati 25 000 soldati nemici e 150 cannoni pesanti.
Sempre il 25 settembre i britannici diedero inizio alla loro offensiva a Loos, che aveva lo scopo di supportare l'iniziativa maggiore in atto nella Champagne. L'attacco fu preceduto da un bombardamento di quattro giorni con il lancio di 250 000 granate e, per la prima volta da parte dei britannici, di 5 243 cilindri di gas al cloro, che provocarono la morte immediata di 600 tedeschi. L'attacco interessò due corpi d'armata nel suo teatro principale, con altri due corpi che effettuarono attacchi diversivi a Ypres. I britannici subirono gravi perdite durante l'attacco, specialmente a causa dei continui attacchi frontali che cozzavano contro il fuoco delle mitragliatrici tedesche conseguendo solo limitati guadagni di terreno al costo di centinaia di vite.

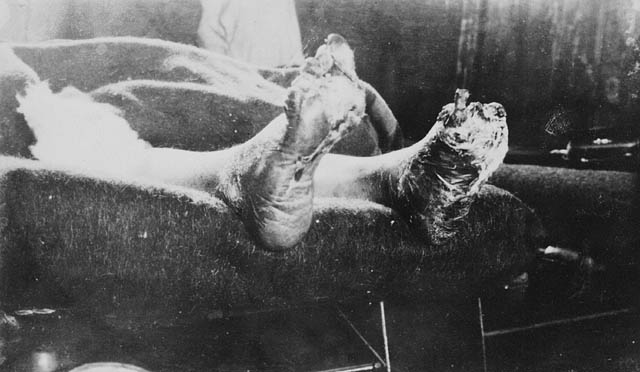
Un soldato della prima guerra mondiale colpito dal piede da trincea

Per i britannici Loos fu una sconfitta che provocò grande scoramento; dei quasi 10 000 attaccanti, 385 ufficiali e 7 861 soldati erano stati uccisi o feriti; il 19 dicembre, pertanto, il generale Sir Douglas Haig fu nominato comandante supremo delle forze britanniche in Francia sostituendo John French. Il 1915 si avviava al termine e le condizioni sul fronte occidentale diventavano sempre più atroci; per tutto il mese di novembre continuò a piovere con tale intensità che l'acqua arrivava in molte trincee fino alle ginocchia, i casi di "piede da trincea" si moltiplicavano fino a diventare un vero e proprio flagello che durante l'inverno fece più feriti che le pallottole. La tregua avvenuta spontaneamente nel Natale 1914 non si ripeté nel 1915; tra le file alleate vennero diramati ordini molto severi affinché non si ripetessero i casi di "fraternizzazione" e, per tutto il giorno di Natale, furono sparate migliaia di granate verso le postazioni tedesche per impedire ai soldati di uscire.

### Duelli d'artiglieria e guerra d'attrito

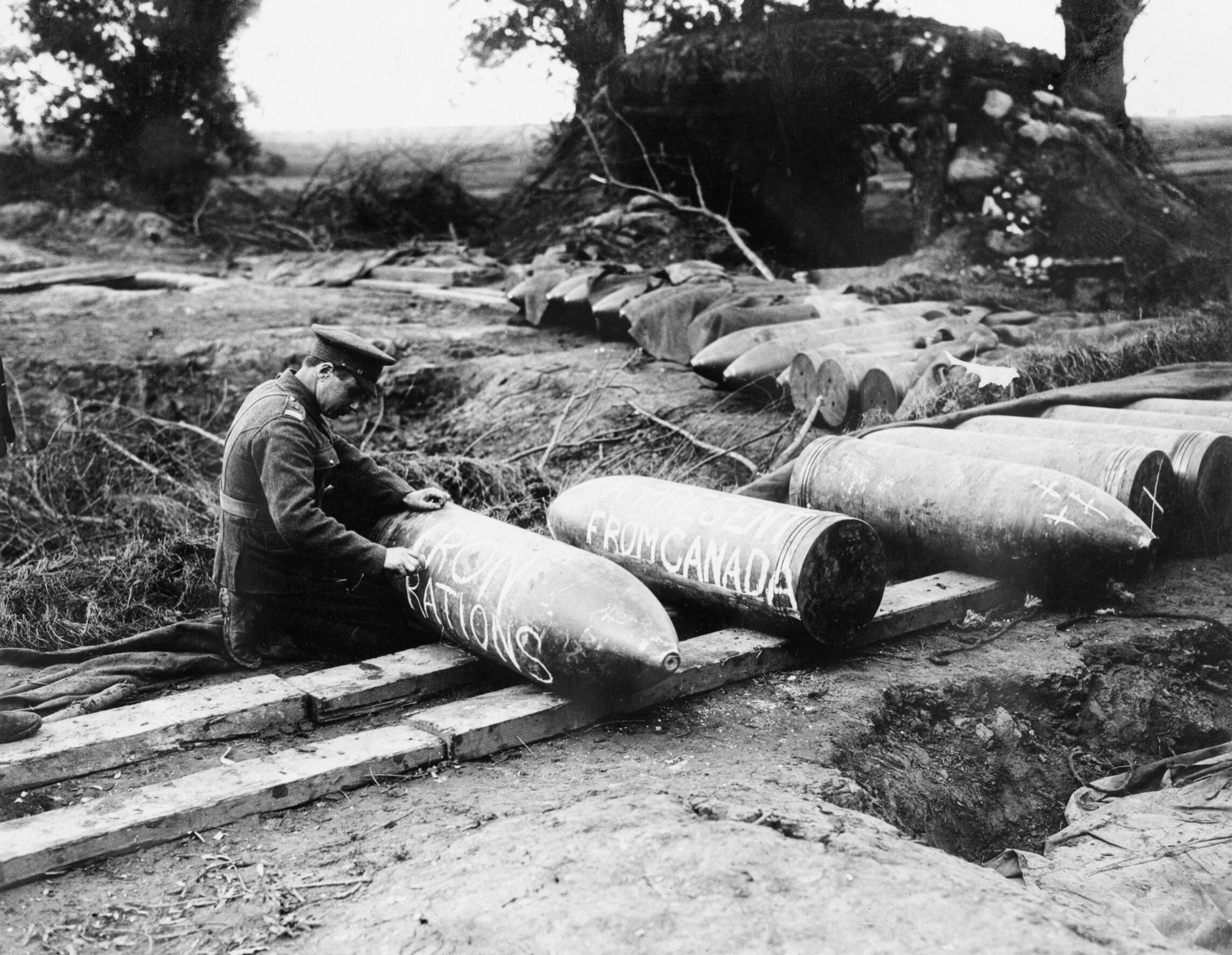
Un artigliere canadese mentre scrive un "messaggio" diretto ai tedeschi su una granata da 381 mm, stipata assieme a molte altre in vista dei bombardamenti quotidiani durante l'offensiva della Somme. L'utilizzo massiccio delle artiglierie fu uno dei capisaldi delle offensive alleate, in quella che i tedeschi chiamarono Materialschlacht, ossia "guerra dei materiali".

Da un punto di vista strategico, durante il 1915 le armate tedesche erano rimaste sulla difensiva in occidente: anche se battaglioni, reggimenti e talora anche divisioni si impegnavano in attacchi con obiettivi limitati, in una più vasta concezione delle cose la Germania si accontentava di tenere il terreno conquistato in Francia e Belgio mentre concentrava le proprie attenzioni ad oriente dove inviò il grosso delle truppe. Questa strategia si sarebbe capovolta nel 1916 quando le potenze centrali avrebbero mantenuto la difensiva ad oriente e cercato di far uscire la Francia dalla guerra.
Contrariamente ai generali anglo-francesi, che utilizzavano l'artiglieria per aprirsi un varco tra le linee nemiche e quindi riprendere le manovre a livello operativo, il capo di Stato maggiore tedesco Erich von Falkenhayn intendeva usare l'artiglieria come arma strategica che lo avrebbe liberato dal bisogno di condurre la guerra a livello operativo. I suoi cannoni avrebbero dovuto colpire ciò che egli riteneva il punto debole dell'alleanza anglo-francese: la riluttanza dei soldati francesi a morire per quelli che Falkenhayn e la propaganda tedesca considerava gli interessi della Gran Bretagna. Egli intendeva usare l'artiglieria per uccidere quanti più soldati francesi possibile, spingendo così la Francia a rinunciare all'alleanza con il Regno Unito e a cercare una pace separata. Per fare ciò Falkenhayn aveva bisogno della "collaborazione" dei francesi, trovando un luogo che il nemico non avrebbe abbandonato facilmente e che quindi avrebbe attirato i francesi nel raggio d'azione della sua artiglieria: il luogo prescelto fu la fortezza di Verdun, considerata inattaccabile dai comandi francesi e ammantata di una veste "eroica" dopo che aveva resistito efficacemente all'assedio delle forze tedesche durante l'attacco sulla Marna di due anni prima.
Contemporaneamente ai progetti tedeschi su Verdun, nel febbraio 1916 gli Stati maggiori anglo-francesi stavano stendendo i piani per una vasta offensiva congiunta da scatenare nei mesi estivi nel settore del fiume Somme; l'attacco era pianificato per distruggere le difese tedesche con una vera e propria "guerra d'attrito": i britannici avrebbero tentando di vincere la resistenza tedesca con il peso della propria industria bellica sotto forma di un incessante tiro di artiglieria seguito da un massiccio attacco di fanteria che creasse le condizioni e aprisse ampi varchi per una rapida avanzata in profondità della cavalleria.

### Da Verdun alla Somme

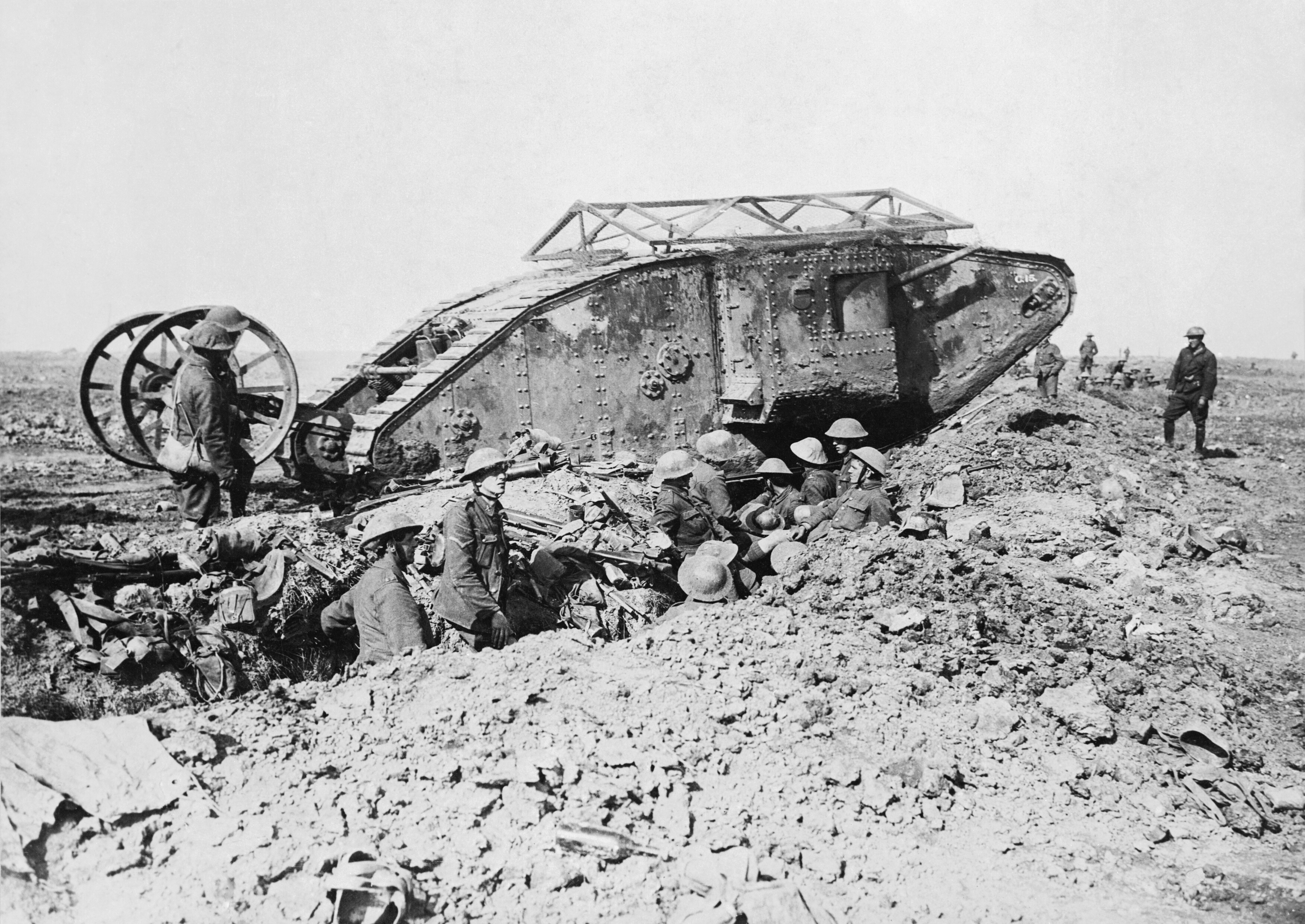
Un carro armato britannico Mark I nella versione Male durante l'offensiva della Somme, 25 settembre 1916. In questo teatro di scontro per la prima volta nella storia comparve il carro armato come arma di supporto per la fanteria.

Per Falkenhayn la scelta dell'obiettivo da attaccare era tra Belfort e Verdun; la decisione cadde infine sulla seconda opzione, soprattutto perché l'armata che avrebbe condotto l'attacco sarebbe stata la 5ª Armata comandata dal figlio del Kaiser, il Kronprinz Guglielmo, e una sua eventuale vittoria avrebbe avuto utili risvolti propagandistici soprattutto per il fronte interno. Tutto il piano tedesco si basava sull'utilizzo massiccio dell'artiglieria: in linea di massima, il piano strategico prevedeva l'utilizzo dei cannoni pesanti che avrebbero avuto il compito di scavare un profondo vuoto nelle linee francesi che la fanteria tedesca avrebbe poi gradualmente occupato; sarebbero poi stati distrutti anche i flussi di rifornimento francesi grazie a un costante e violento fuoco di sbarramento verso le retrovie, così da impedire eventuali contrattacchi organizzati. Questo eccezionale assembramento di cannoni fu tale che su un fronte di appena 14 km, vennero dispiegati circa 1 220 pezzi d'artiglieria, ossia uno ogni 12 metri circa.
Il 21 febbraio i tedeschi iniziarono l'assalto dopo un massiccio bombardamento durato otto ore, ma il primo giorno di battaglia non sortì l'effetto sperato: i francesi resistettero stoicamente e pur cedendo in vari punti non erano stati "spazzati via" come invece le prime ricognizioni aeree tedesche erroneamente riportarono. Neanche la comparsa dei lanciafiamme, impiegati per la prima vola sul campo di battaglia, servì per stanare i fanti francesi dalle loro posizioni. Nonostante la conquista di Fort Douaumont il 25 febbraio, e malgrado l'iniziale impeto, l'attacco tedesco tra la fine di febbraio e l'inizio di marzo lentamente si impantanò, anche per via del riassetto che il nuovo comandante delle forze francesi nella regione, Philippe Pétain, dette alle linee del fronte, dove affluirono numerosi pezzi d'artiglieria e migliaia di uomini, mentre i tedeschi si trovarono a dover avanzare su un terreno fangoso e sconvolto dai loro stessi bombardamenti, che non consentiva di far avanzare i pesanti cannoni come la tattica prevedeva.

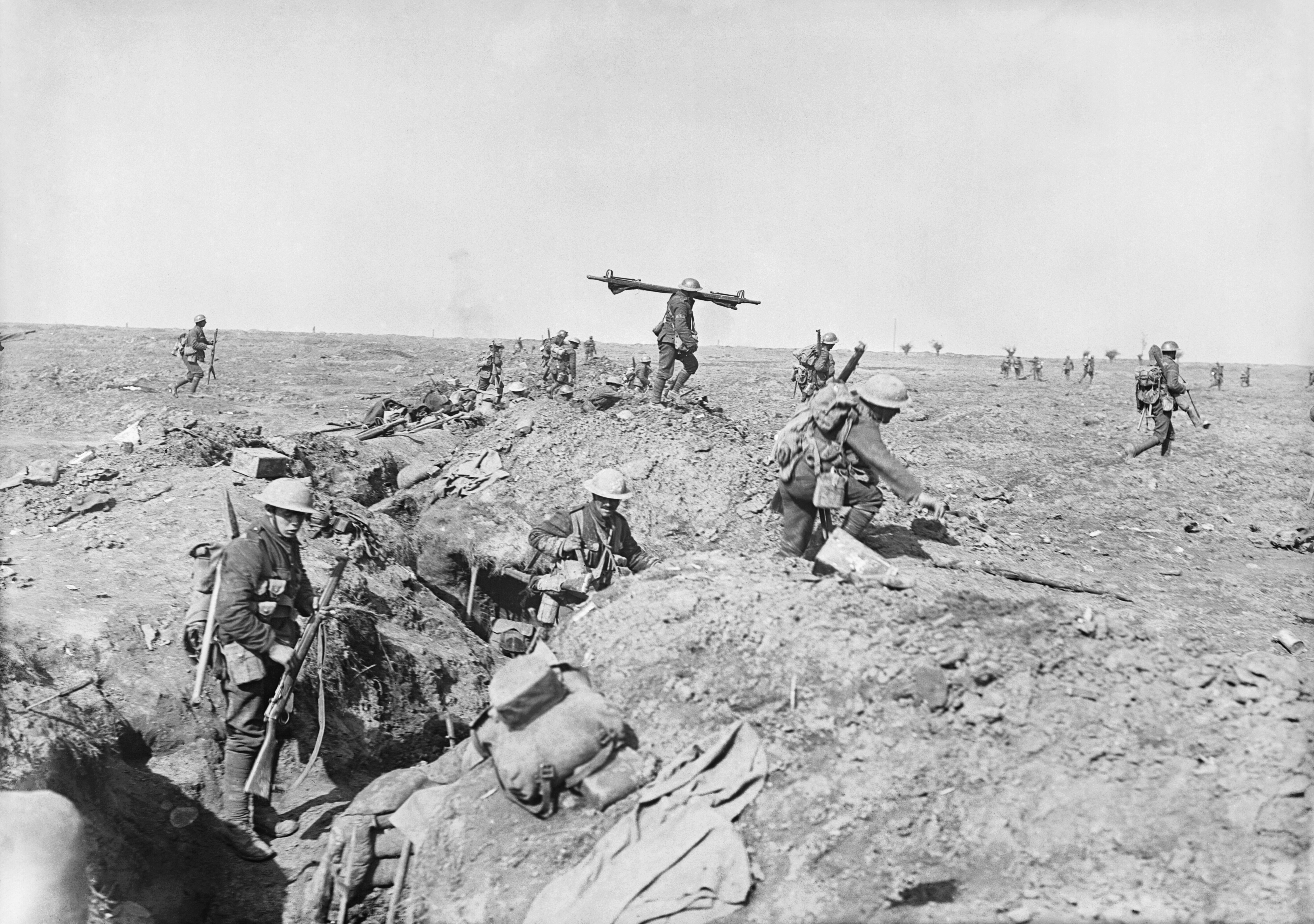
Fanteria britannica in avanzata vicino Ginchy, durante la battaglia di Morval, Somme, 25-28 settembre 1916

I tedeschi rivolsero quindi i propri sforzi a nord sulla Mort-Homme, una bassa collina dietro cui i francesi avevano piazzato un efficiente apparato di artiglieria; dopo alcuni dei più intensi combattimenti della campagna, la collina venne presa dai tedeschi alla fine di maggio. Col passaggio del comando francese di Verdun da Pétain, orientato sulla difensiva, a Robert Georges Nivelle, più portato per l'attacco, i francesi tentarono di riprendere Fort Douaumont il 22 maggio ma furono facilmente respinti. I tedeschi intanto catturarono Fort Vaux il 7 giugno e, con l'aiuto del gas fosgene, a luglio tentarono l'assalto all'ultimo caposaldo di Verdun, Fort de Souville.
In primavera i comandanti alleati erano preoccupati circa la capacità della Francia: a causa dell'ingente quantità di uomini perduti a Verdun, i francesi videro via via scemare la propria capacità di sostenere un ruolo anche nella progettata offensiva sulla Somme; i piani originali dell'attacco furono perciò modificati per lasciare ai britannici l'impegno maggiore. Il 1º luglio, dopo una settimana di incessanti bombardamenti contro le linee tedesche, quindici divisioni britanniche e sei divisioni francesi uscirono a passo d'uomo dalle trincee dirette sulle linee tedesche, che i generali britannici credevano distrutte dal bombardamento preliminare e sguarnite degli occupanti. Così non fu: i tedeschi, ben protetti in rifugi sotterranei (Stollen), al termine del bombardamento uscirono dalle loro postazioni e si trovarono davanti file compatte di fanti britannici, appesantiti da zaini di oltre 30 kg, che furono spazzati via dalle mitragliatrici. Quel 1º luglio fu probabilmente il giorno più sanguinoso di tutta la prima guerra mondiale e la più grande disfatta dell'esercito britannico della storia: si contarono circa 51 470 perdite tra le forze del generale Haig, tra i quali 21 382 tra morti e dispersi. Uno degli obiettivi fissati per il primo giorno da Haig, Beaumont-Hamel, cadde solo il 13 novembre, dopo cinque mesi di incessanti combattimenti.

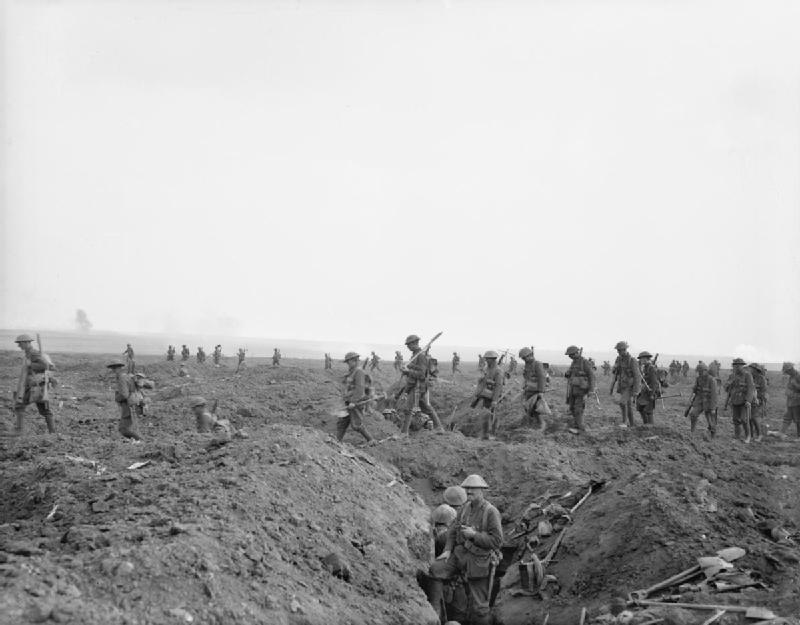
Rinforzi canadesi diretti nel settore di Flers-Courcelette

Per tutto luglio e agosto i britannici conseguirono una serie di limitate avanzate, ma le armate anglo-francesi conducevano una guerra di logoramento più che di movimento; boschi, macchie, vallate, gole e villaggi cambiarono di mano decine di volte a costi elevatissimi in vite umane. La battaglia vide per la prima volta l'uso dei carri armati, strumento ideato dai britannici per uscire dall'impasse della guerra di trincea: il 15 settembre, nel corso dello scontro noto come battaglia di Flers-Courcelette, tredici divisioni britanniche e quattro corpi d'armata francesi attaccarono le linee tedesche supportati da quarantanove carri Mark I appena giunti al fronte. L'azione fece inizialmente grandi progressi, con un'avanzata di circa 4 km, ma i carri ebbero un ruolo limitato per l'inaffidabilità meccanica: al loro esordio valse soprattutto l'effetto psicologico sulla fanteria nemica impaurita da questi mostri metallici.
La fase finale della battaglia della Somme ebbe luogo in ottobre e inizio novembre, nuovamente con guadagni limitati in cambio di pesanti perdite; alla fine dei conti, l'offensiva anglo-francese consentì una penetrazione nel fronte nemico di circa 10 km e la riconquista di cinquantuno villaggi. Da un punto di vista puramente tattico, nonostante la sconfitta tedesca, per gli Alleati il guadagno in termini di territorio fu quindi molto esiguo rispetto al prezzo pagato: furono circa 620 000 le perdite complessive alleate e 450 000 quelle tra i tedeschi. Sul piano strategico la battaglia fu invece un successo per gli Alleati, in quanto Falkenhayn fu costretto a spostare truppe da Verdun: tra luglio e agosto i tedeschi impiegarono trentacinque nuove divisioni contro i britannici sulla Somme, consentendo ai francesi guidati da Nivelle di riprendere l'iniziativa sulle rive della Mosa e quindi obbligare i tedeschi a porre fine all'offensiva di Verdun: il 14 luglio infatti giunse l'ordine per i tedeschi di fermare qualunque offensiva a Verdun. La "limitata offensiva" di Falkenhayn era già costata quasi 250 000 uomini all'esercito tedesco, ossia il doppio degli effettivi delle nove divisioni concesse al Kronprinz nell'offensiva iniziale di febbraio. Il 28 agosto Falkenhayn dovette cedere il posto di comandante supremo dell'esercito al duo Paul von Hindenburg - Erich Ludendorff, che ordinò immediatamente la cessazione di ogni attacco in attesa delle inevitabili controffensive francesi.
Il 3 novembre i francesi ripresero Fort Vaux e al 18 le linee britanniche sulla Somme erano avanzate di circa 10 km in cinque mesi, ma distavano ancora 5 km da Bapaume, l'obiettivo iniziale dell'operazione intrapresa in estate. Il numero complessivo delle perdite in entrambi gli schieramenti raggiunse la spaventosa cifra di circa 960 459 soldati morti: questo significa che mediamente morivano ogni giorno oltre 6 600 soldati, oltre 277 l'ora, quasi cinque al minuto.

### La guerra aerea

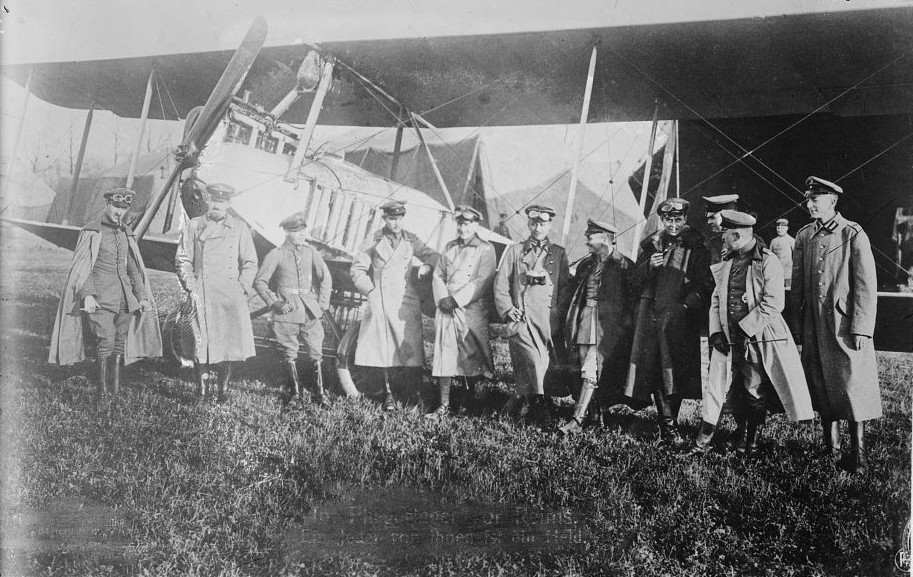
Piloti tedeschi posano accanto a un LVG B.I nelle vicinanze di Reims

Dopo il primo volo dei fratelli Wright nel 1903, l'impiego degli aerei si era rapidamente affermato anche in ambito militare e nel 1914 tutti i principali eserciti belligeranti disponevano di proprie sezioni aeronautiche in appoggio ai reparti sul terreno: benché inizialmente più interessato ai dirigibili, il servizio aereo tedesco (Luftstreitkräfte) disponeva all'inizio delle ostilità di 250 aeroplani e di un'ottima scuola di volo che gli consentì di formare equipaggi qualitativamente migliori di quelli degli Alleati; di contro, il Royal Flying Corps disponeva nell'agosto 1914 di appena sessanta aerei, ma la forte base industriale consentì tanto al Regno Unito quanto alla Francia di recuperare rapidamente il divario e superare la Germania quanto a numero di velivoli. Inizialmente gli aeroplani erano impiegati solo per la ricognizione, e le uniche armi a bordo erano pistole o carabine manovrate dagli equipaggi; la riconosciuta importanza all'osservazione aerea del campo di battaglia spinse a progettare velivoli per abbattere i ricognitori nemici e proteggere i propri: nacque così l'aereo da caccia equipaggiato con una o più mitragliatrici. L'adozione di un sistema di "sincronizzazione" che consentiva all'arma di sparare in avanti attraverso il disco dell'elica consegnò ai velivoli tedeschi un periodo di superiorità tecnologica tra la fine del 1915 e l'inizio del 1916, superato solo con l'adozione di nuove tecnologie da parte degli anglo-francesi. La ricerca della migliore combinazione spinse alla progettazione e all'entrata in servizio di un gran numero di nuovi modelli di aeroplano.
La figura dell'asso dell'aviazione, sorta di "cavaliere dell'aria" impegnato in duelli individuali con i suoi rivali, colpiva molto l'immaginario popolare, ma divenne evidente che i risultati migliori erano ottenuti in azioni di gruppo. Poiché nello spazio aereo del fronte occidentale le forze alleate vantavano una superiorità numerica in rapporto di 2:1, l'aviazione tedesca ovviò all'inconveniente concentrando i propri mezzi in unità più numerose: nel 1916 le formazioni aeree da caccia furono riorganizzate in squadriglie di dieci-dodici velivoli (Jagdstaffel), con lo scopo di concentrare i mezzi in un particolare settore, in modo tale da conseguire una superiorità aerea locale. L'esperimento si rivelò un successo e nel giugno 1917 l'aviazione creò il "Primo Gruppo Caccia" (Jagdgeschwader 1) formato dalla 4ª, 6ª, 10ª e 11ª squadriglia sotto il comando del "Barone Rosso" Manfred von Richthofen. La mobilità dei gruppi caccia consentiva all'aviazione tedesca di dislocarsi e concentrarsi in corrispondenza di ogni nuova minaccia; nell'aprile 1917, nel corso dell'offensiva di Arras, le squadriglie tedesche abbatterono 151 velivoli nemici perdendone sessantasei, mentre nel marzo 1918, nell'azione di appoggio all'offensiva di Ludendorff, l'aviazione tedesca riuscì a conquistare la superiorità numerica nello spazio aereo sovrastante il fronte concentrando in tutta segretezza 730 aeroplani da opporre ai 579 britannici. Nonostante le potenze alleate avessero prodotto 138 685 aerei a fronte dei 53 222 degli Imperi centrali, la superiorità tattica d'impiego e le migliori tecnologie fecero sì che l'aviazione tedesca costituisse un avversario temibile fino alla conclusione del conflitto.
Il bombardamento strategico nacque e progredì nel corso del conflitto. Inizialmente entrambe le parti impiegarono in questo compito i dirigibili, più che altro perché erano gli unici a poter trasportare un significativo carico di bombe, ma la loro estrema vulnerabilità fece ripiegare verso la progettazione di specifici aerei da bombardamento: nel 1918 gli enormi biplani Gotha G.IV e Zeppelin-Staaken R.VI tedeschi compivano regolari missioni di bombardamento sopra Parigi e Londra, mentre gli Handley Page Type O della neonata Royal Air Force andavano a colpire gli impianti industriali della Germania occidentale. Sin dal 1917 i tedeschi progettarono aerei destinati ad attacchi a obiettivi tattici terrestri come gli Junkers J 1, Halberstadt CL.II e l'Hannover CL.II, mentre gli Alleati non progettarono mai velivoli specifici per tali compiti, continuando invece a usare i caccia. Nel 1918 l'aviazione imperiale tedesca aveva raggiunto forza ed efficienza tali da poter essere impiegata con successo in missioni di supporto tattico alle operazioni di terra, missioni che compì con notevole efficacia fino alla conclusione del conflitto. Gli Alleati, con un'elevata capacità industriale, potevano però godere di una superiorità di mezzi che si traduceva in un più intenso impiego operativo.
Negli ultimi mesi del 1917 la Francia chiese all'Italia di avere un contingente di bombardieri Caproni e nel febbraio 1918 arrivò ad Ochey il XVIII Gruppo (poi 18º Gruppo caccia) entrando nell'Escadre 11 con i Groupes de Bombardament 1, 2 e 7 francesi ed inquadrato nel Comando Aeronautico Gruppo Armate dell'Est che in aprile si spostò a Villeneue, vicino a Châlons-en-Champagne, e in agosto a Chermisey.
Il reparto italiano svolgerà 110 bombardamenti aerei con i Caproni Ca.33.

## L'Impero britannico prende l'iniziativa

Visione aerea della Linea Hindenburg nei pressi di Bullecourt

Mentre la battaglia della Somme si avviava al termine, sui due fronti si tracciavano i piani per la ripresa delle ostilità nel 1917. Il 16 dicembre 1916 Joffre fu destituito dal comando delle forze armate francesi e rimpiazzato con Robert Nivelle, il vincitore di Verdun: bilingue, affabile e ottimo parlatore, Nivelle impressionò a tal punto il governo britannico da far balenare la possibilità di porre sotto il comando del francese l'intera BEF, costituendo così per la prima volta un comando congiunto anglo-francese che dirigesse le operazioni sull'intero fronte occidentale. Tale prospettiva, fortemente avversata dal comandante della BEF Haig e dallo stato maggiore britannico, fu poi fatta cadere, ma Nivelle riuscì a far approvare un suo piano per una serie di offensive da attuarsi con la bella stagione del 1917: i francesi avrebbero attaccato sull'Aisne e nella Champagne mentre i britannici (ormai affiancati da ampi contingenti provenienti da Canada, Australia, Nuova Zelanda e Portogallo) si sarebbero mossi più a nord tra Arras e l'Oise; la tattica prevedeva un violento bombardamento preliminare, seguito da un fuoco di sbarramento strisciante verso le retrovie nemiche in appoggio a brevi assalti della fanteria. Nivelle si impegnò a interrompere immediatamente l'offensiva qualora le perdite si fossero rivelate troppo pesanti, ma le sue idee fecero prospettare aspettative grandiose su una rottura del fronte nemico.
Anche i tedeschi erano alle prese con decisioni di portata strategica. Il nuovo duo al comando delle forze germaniche, Hindenburg e Ludendorff, decise per il 1917 di puntare a far uscire dal conflitto la Russia, ormai in preda a tumulti che lasciavano presagire una prossima rivoluzione; dopo il massacro di Verdun, sul fronte occidentale i tedeschi si sarebbero attenuti a una strategia strettamente difensiva: tra il 15 marzo e il 5 aprile le forze tedesche attuarono un massiccio ripiegamento da una vasta zona del fronte arretrando sulla "linea Hindenburg", un nuovo sistema di fortificazioni esteso per la profondità di sette chilometri, accorciando così di 40 chilometri l'estensione del fronte da tenere e liberando tredici divisioni dal servizio di prima linea per costituire una riserva da impiegare alla bisogna. Il terreno abbandonato fu devastato e minato, rendendo inutile la sua riconquista per gli Alleati.
A partire dal 1º febbraio 1917 la Germania riprese la guerra sottomarina indiscriminata per convincere il Regno Unito a sedersi al tavolo delle trattative e cercare una pace, mettendo in crisi i commerci navali mondiali. Tuttavia i rapporti diplomatici tra Germania e Stati Uniti d'America andarono deteriorandosi velocemente a causa del naviglio statunitense e di paesi neutrali affondato dagli U-Boot e, il 6 aprile 1917, il presidente Thomas Woodrow Wilson portò il suo paese in guerra contro i tedeschi. Il potenziale bellico degli Stati Uniti era enorme: nel 1917 lo United States Army aveva appena 145 000 effettivi senza carri armati, artiglieria pesante o aerei da combattimento, ma gli Stati Uniti avrebbero potuto addestrare almeno un milione di uomini che sarebbero successivamente saliti a tre milioni. L'operazione avrebbe però richiesto molto tempo: ci sarebbe voluto almeno un anno perché l'enorme macchina potesse funzionare a pieno regime.

### L'offensiva Nivelle

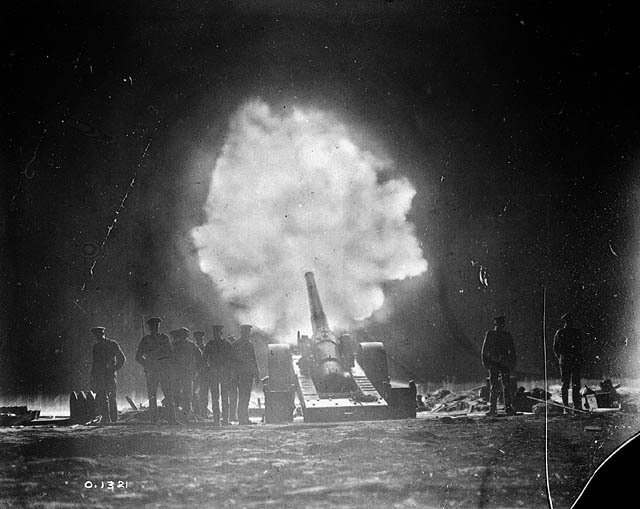
Un cannone da 152 mm fa fuoco contro le linee tedesche durante l'attacco a Vimy.

Il grande piano offensivo anglo-francese si aprì il 9 aprile, lunedì di Pasqua, quando le forze britanniche sferrarono la loro offensiva ad Arras; gli attacchi furono preceduti da cinque giorni di bombardamenti dell'artiglieria e di scontri aerei, nel corso dei quali l'aviazione britannica cercò di ottenere il controllo dei cieli per poter svolgere al meglio l'opera di osservazione. Le prime fasi della battaglia furono favorevoli agli Alleati, che sfondarono la Linea Hindenburg anche grazie alla nuova tattica di cannoneggiamento, la cosiddetta "barriera di fuoco", in base alla quale l'artiglieria spostava gli obiettivi sistematicamente in avanti mentre la fanteria interveniva subito dopo il tiro, quando i difensori erano ancora frastornati dai bombardamenti; con un'azione attentamente pianificata, quattro divisioni canadesi conquistarono il crinale di Vimy, posizione ritenuta imprendibile.
Nonostante questo la terza linea tedesca, assai meglio munita di quelle più avanzate, resistette a tutti gli attacchi; i carri armati britannici che avrebbero dovuto precedere la fanteria rimasero indietro bloccati dalle avarie e intrappolati nel fango, mentre i cannoni trainati dai cavalli non riuscivano a procedere nel terreno sconvolto; la forza aerea alleata, e particolarmente quella britannica, soffriva per via di aerei antiquati, scarso addestramento e tattiche rudimentali: durante l'attacco ad Arras i britannici persero 316 equipaggi contro 114 dei tedeschi, in quello che per il Royal Flying Corps fu l'"aprile di sangue". Nonostante la speranza di una facile vittoria, al quarto giorno di combattimenti gli attaccanti erano allo stremo e il 15 aprile, in seguito alle crescenti perdite, Haig sospese l'attacco; col metro in uso sul fronte occidentale poteva considerarsi una vittoria: gli anglo-canadesi avevano infatti aperto una breccia larga sei chilometri nella prima linea tedesca che ne misurava sedici. Per tutto maggio i britannici ripresero gli attacchi ad Arras: in sei settimane di combattimenti i tedeschi arretrarono dai tre agli otto chilometri su un fronte lungo trentacinque, sparando oltre sei milioni di granate. A metà maggio le truppe al comando di Haig avevano compiuto un'avanzata più consistente di quando, due anni e mezzo prima, era cominciata la guerra di trincea: in poco più di un mese avevano conquistato un centinaio di chilometri quadrati di terreno, catturando oltre 20 000 prigionieri e 252 cannoni pesanti.

Mitraglieri britannici in azione antiaerea nel settore di Arras

Il 16 aprile i francesi, con venti divisioni dispiegate su un fronte di quaranta chilometri, attaccarono a loro volta i tedeschi attestati sul fiume Aisne, mentre un'azione diversiva prendeva vita nella Champagne. L'offensiva fu un disastro, benché per la prima volta i francesi impiegassero i carri armati: Nivelle aveva previsto un'avanzata di 10 km, ma i reparti dovettero fermarsi dopo 600 metri; si registrarono quasi 100 000 morti a fronte dei preventivati 15 000, dei 128 carri armati entrati in azione trentadue furono messi fuori uso solo il primo giorno, dei 200 aerei che avrebbero dovuto alzarsi in volo ne furono disponibili all'inizio dell'attacco solo 131 che ebbero la peggio contro i caccia tedeschi. Non un solo dettaglio andò come previsto: l'attacco al forte di Nogent-L'Abbesse, uno dei forti intorno a Reims dal quale i tedeschi bombardavano sistematicamente la città, fallì miseramente, e due villaggi che si trovavano nella zona dei combattimenti, Nauroy e Moronvillers, furono rasi al suolo. I combattimenti continuarono, il generale Charles Mangin aprì una breccia di 6 km nelle linee tedesche ma il 20 aprile la battaglia fu interrotta, ammettendo lo stesso Nivelle che era impossibile sfondare le linee nemiche. I tedeschi detenevano la supremazia aerea e il 21 aprile l'asso Manfred von Richthofen celebrò la sua ottantesima vittoria.

### Il morale della Francia
Nella primavera del 1917 iniziò a serpeggiare un forte risentimento verso la guerra in seno a molti eserciti, ma in quello francese raggiunse livelli allarmanti: le aspettative per l'offensiva progettata da Nivelle erano molto alte, e quando essa non si risolse in altro che l'ennesima e sanguinosa battaglia di logoramento il morale dei reparti al fronte precipitò. Il 27 maggio, nonostante la notizia dello sbarco dei primi reparti statunitensi in Francia, le diserzioni sempre più numerose si trasformarono in un vero e proprio ammutinamento: ben 30 000 soldati di prima linea abbandonarono le trincee e gli accantonamenti sullo Chemin des Dames, portandosi nelle retrovie. I disordini proseguirono, e il 1º giugno a Missy-aux-Bois un reggimento di fanteria francese si impadronì della città e nominò un governo pacifista; per una settimana regnò il caos in tutto il settore francese del fronte mentre gli ammutinati si rifiutavano di tornare a combattere. Le autorità militari agirono tempestivamente, cominciarono gli arresti di massa e si insediarono le corti marziali. I tribunali francesi giudicarono colpevoli di ammutinamento 23 395 soldati e più di 400 furono condannati a morte; le fucilazioni furono però solo cinquanta e gli altri condannati furono inviati ai lavori forzati nelle colonie penali.
La repressione degli ammutinamenti fu temperata a seguito del cambio avvenuto nell'alto comando francese: il 15 maggio Nivelle fu destituito e rimpiazzato con Philippe Pétain, il quale puntò più a "curare" i soldati piuttosto che a reprimerli; il nuovo comandante introdusse miglioramenti, concedendo alle truppe periodi di riposo più lunghi, congedi più frequenti e rancio migliore. Dopo sei settimane gli ammutinamenti erano cessati, ma i disordini furono di tale portata da far ritenere all'alto comando francese che i soldati non erano più disposti a sopportare i tormenti di una nuova offensiva: avrebbero tenuto la posizione, ma non sarebbero usciti dalle trincee. Tutto il peso dell'offensiva ricadde quindi sulle spalle delle forze britanniche.

### Le offensive nelle Fiandre
(Sir Douglas Haig, 5 giugno 1917)

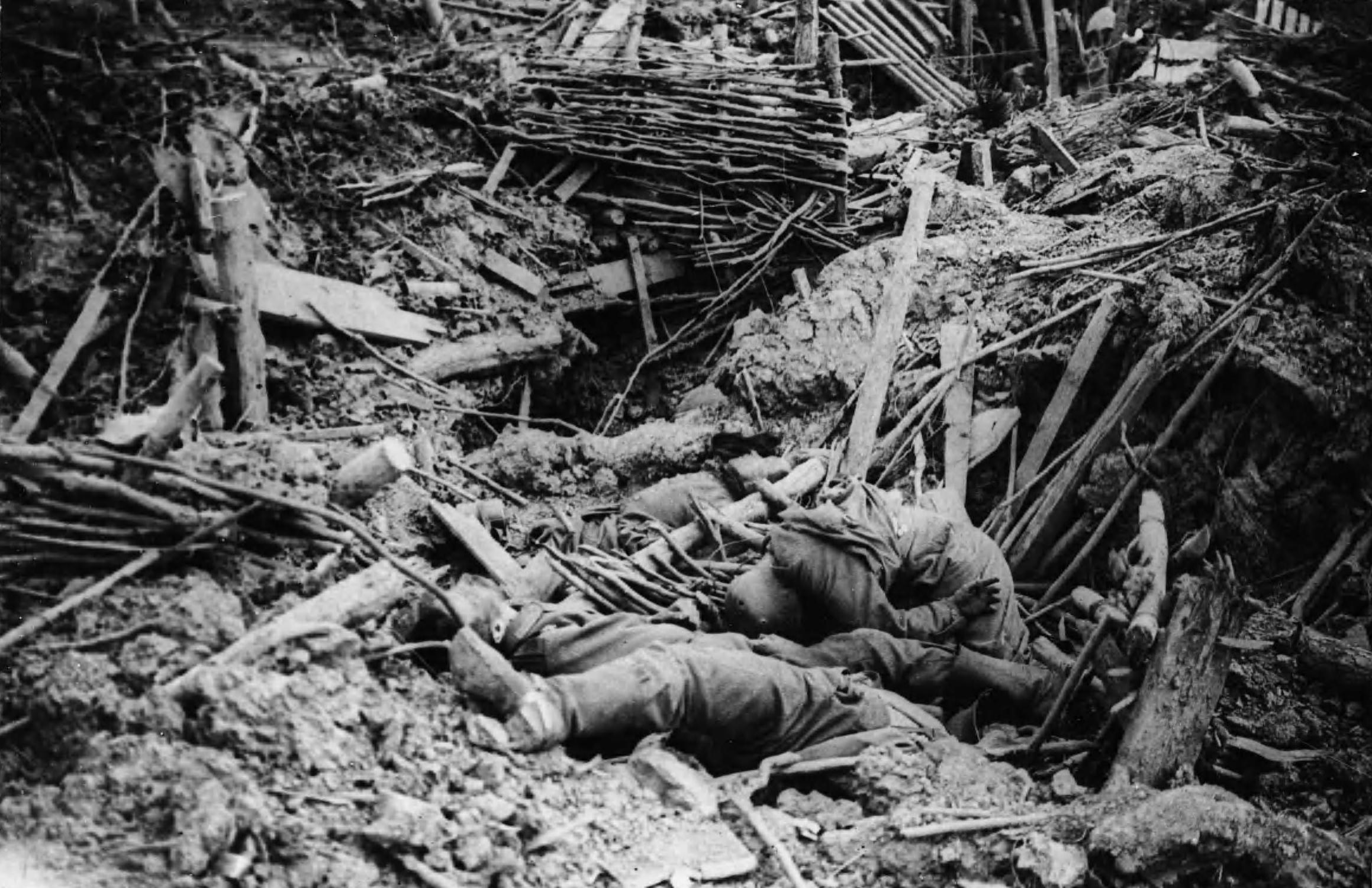
Trincee tedesche distrutte dai bombardamenti britannici a Messines

La necessità di impedire che i tedeschi potessero approfittare dello stato di crisi in cui versavano le forze francesi spinse i britannici a progettare in tempi rapidi una nuova offensiva. Haig rispolverò un vecchio piano per un attacco nelle Fiandre a partire dal saliente di Ypres, volto alla conquista della costa del Belgio e delle basi dei sommergibili tedeschi qui insediate; come prima mossa, però, era necessario conquistare la cresta di Messines, che benché alta solo 76 metri dominava le postazioni britanniche nella piatta pianura di Ypres. Il 7 giugno i britannici lanciarono la loro seconda offensiva in due mesi attaccando lungo il crinale di Messines-Wytschaete: nel corso di tutto l'anno precedente le squadre di minatori britannici avevano scavato sotto le linee nemiche diciannove gallerie di mina riempite poi di 500 tonnellate di esplosivo, che furono fatte detonare in simultanea nelle prime ore del mattino, generando una spaventosa esplosione percepita fino all'Inghilterra meridionale. L'effetto delle esplosioni, cui seguì un massiccio bombardamento con 2 266 pezzi d'artiglieria, fu devastante: si ritiene che furono uccisi all'istante oltre 10 000 tedeschi, migliaia rimasero storditi e 7 354 furono presi prigionieri. Entro il pomeriggio i britannici avevano preso Messines e tutta la cresta, ma l'offensiva si arrestò per il terreno fangoso ed entrambe le parti soffrirono perdite consistenti.

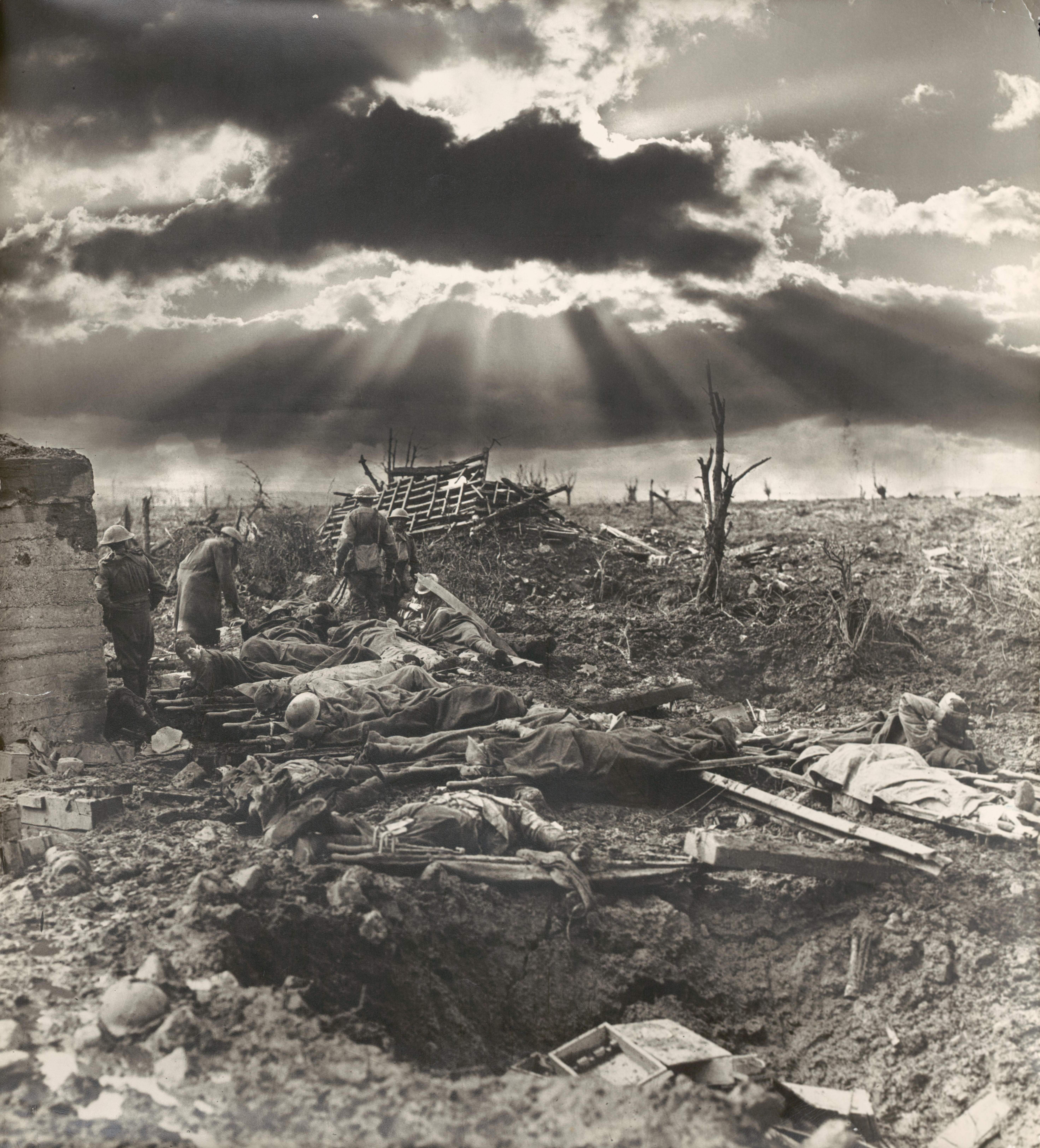
Il campo di battaglia il mattino dopo la prima battaglia di Passchendaele, 12 ottobre 1917

Il 31 luglio fu la volta dell'offensiva principale britannica, che sfociò nella battaglia di Passchendaele o terza battaglia di Ypres. Le truppe britanniche inizialmente avanzarono con successo nonostante le ingenti perdite e, nei primi tre giorni di battaglia, furono catturati oltre 5 000 tedeschi per un'avanzata che variava dai 2 ai 4 km. Nonostante le prime piogge che iniziavano a ostacolare i movimenti, le forze britanniche, canadesi e dell'ANZAC (con un limitato appoggio di alcuni reparti francesi) rinnovarono i loro assalti contro le difese tedesche sempre più forti; quali che fossero i presupposti strategici dell'offensiva, essi furono rapidamente accantonati in favore dell'ennesima battaglia di logoramento: nonostante i comandanti britannici sul campo si rendessero conto che una vittoria tattica era lungi dall'essere ottenibile, Haig si autoconvinse che il morale dei tedeschi fosse sul punto di cedere e che solo un'ultima spallata avrebbe provocato la rottura del fronte. Gli obiettivi fumosi e le spaventose condizioni in cui fu combattuta resero Passchendaele una delle battaglie più insensate di tutta la guerra.

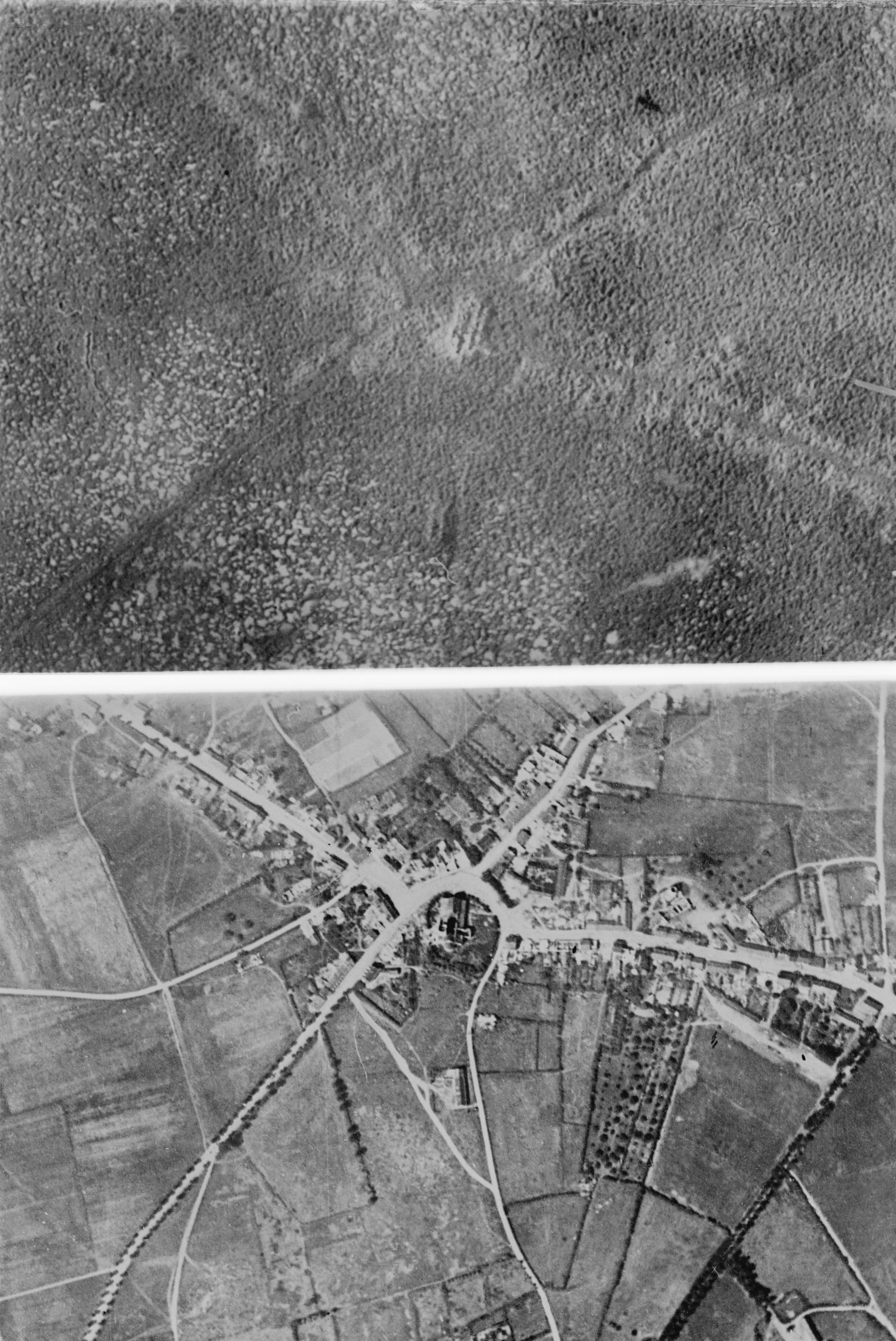
Il villaggio di Passchendaele prima e dopo la battaglia, completamente polverizzato dai bombardamenti

I rinnovati attacchi britannici sferrati dalla metà di agosto alla fine di settembre portarono ad avanzate misurabili in centinaia di metri pagate con pesanti perdite umane; non meno costosi erano i ripetuti contrattacchi dei tedeschi, sovente respinti con perdite sanguinose dall'artiglieria britannica. Le abbondanti piogge autunnali trasformarono il terreno, sconvolto dai ripetuti bombardamenti, in un mare di fango liquido, ma ciò non fece desistere Haig dallo sferrare ai primi di ottobre una serie di nuovi pesanti attacchi in direzione dei villaggi di Passchendaele e Poelkapelle: con la melma che inghiottiva uomini e cannoni, britannici, canadesi e australiani presero i due villaggi entro il 6 novembre. Il giorno dopo il capo di stato maggiore di Haig visitò per la prima volta il campo di battaglia e il suo rapporto convinse il comandante in capo a sospendere ulteriori assalti; il crollo italiano a seguito della battaglia di Caporetto imponeva del resto di inviare al più presto rinforzi anglo-francesi in Italia.
Le stime sul numero delle vittime a Passchendaele variano molto, ma i resoconti ufficiali parlano di 245 000 perdite tra le forze imperiali britanniche e di 8 000 tra quelle francesi; varie migliaia di soldati trovarono la morte letteralmente annegando nelle trincee invase da acqua e fango. La considerazione che rispetto alla Somme era stata conquistata una maggiore porzione di territorio con minori perdite fu alquanto relativa, considerando che alla fine l'offensiva britannica aveva spinto il fronte verso est per una profondità massima di 7 km. Per i tedeschi l'offensiva fu un colpo altrettanto duro, registrando perdite assai elevate e morale a terra; morti e feriti furono stimati tra i 280 000 e i 400 000, in quello che il generale Hermann von Kuhl definì «il più grande martirio della prima guerra mondiale.»

### Cambrai

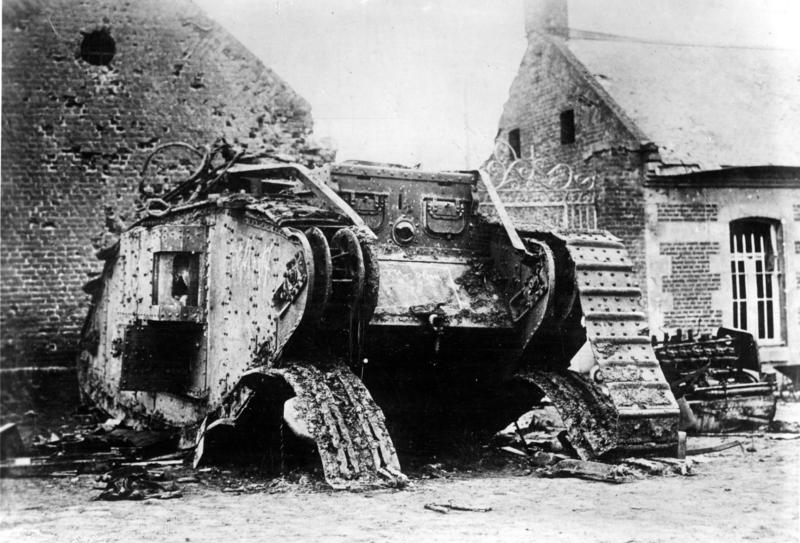
L'inaffidabilità dei cingoli fu uno dei maggiori problemi che afflissero i carri armati britannici durante l'offensiva di Cambrai

Il 23 ottobre i francesi lanciarono un attacco circoscritto alle posizioni tedesche sullo Chemin des Dames: l'assalto fu preceduto da sei giorni di bombardamento a cui seguì l'attacco di otto divisioni e ottanta carri armati francesi che riuscirono ad avanzare per tre chilometri e mezzo, facendo 10 000 prigionieri e strappando ai tedeschi un importante punto di osservazione a Laffaux; i tedeschi tuttavia si ritirarono attestandosi tre chilometri e mezzo più in basso. Intanto sul fronte orientale la guerra cedeva rapidamente il passo alla rivoluzione: con lo scoppio della rivoluzione d'ottobre il potenziale bellico della Russia, che fino a quel momento era stata il braccio orientale dell'Intesa, cessò di esistere. Con la Russia immobilizzata, gli Alleati si prodigarono per mantenere la spinta offensiva sugli altri fronti, mentre sul versante italiano stava dilagando il panico.

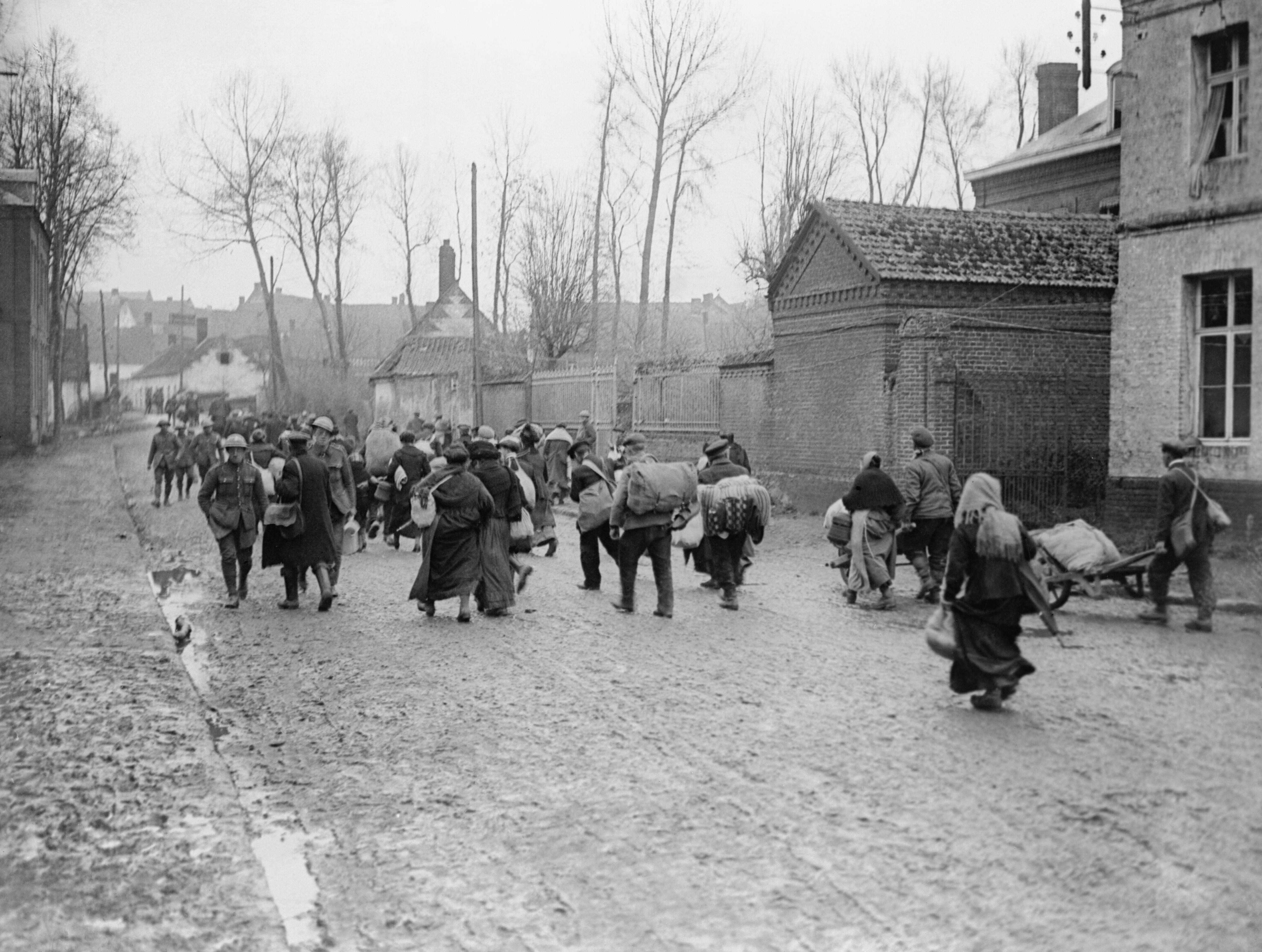
Civili francesi lasciano il villaggio Noyelles il 22 novembre

Alla ricerca di un successo qualunque, lo stato maggiore britannico accolse un piano formulato dal Corpo carristi già dal giugno precedente per lanciare un'offensiva su un terreno favorevole all'impiego in massa dei carri armati: 474 carri del nuovo tipo Mark IV avrebbero appoggiato l'attacco di sei divisioni fanteria in un settore fino ad allora tranquillo del fronte, rinunciando al prolungato bombardamento preliminare per puntare tutto sull'effetto sorpresa; la zona prescelta fu quella nei dintorni della città di Cambrai. L'offensiva prese il via la mattina del 20 novembre: la combinazione di effetto sorpresa e attacco in massa dei carri consentì ai britannici un'avanzata di 8 km in un unico giorno, con la distruzione di due divisioni tedesche e la cattura di 7 500 prigionieri e 120 cannoni; nel Regno Unito le campane delle chiese furono fatte suonare a stormo per celebrare quella che veniva considerata una grande vittoria.
Il proseguimento dell'offensiva, tuttavia, si rivelò problematico: svanito l'impeto iniziale, i carri furono fermati dall'artiglieria tedesca e dai guasti meccanici nei salienti di Flesquières e Mesnières, a neppure metà strada da Cambrai. Il 23 gli Alleati furono bloccati al bosco Bourlon: l'effetto sorpresa dei carri stava svanendo e le perdite iniziavano a salire, a fine novembre iniziò a cadere la prima neve e alla guerra coi carri subentrò la solita guerra all'arma bianca fino al 27 novembre, quando i britannici furono costretti a sospendere l'attacco; Cambrai sarebbe rimasta distante e irraggiungibile. Il 30 novembre i tedeschi contrattaccarono avanzando per circa 5 km, con un attacco congiunto di armi chimiche e aerei nel ruolo di supporto ravvicinato alle truppe di terra; entro il 4 dicembre i britannici si erano attestati su una nuova linea del fronte dopo aver rinunciato a gran parte del terreno conquistato.
La battaglia di Cambrai, che inizialmente sembrò volgere favorevolmente agli Alleati, si risolse nell'arco di due settimane in un nuovo nulla di fatto, costato circa 45 000 perdite a entrambe le parti. Le potenze alleate erano in difficoltà su tutti i fronti: la Russia iniziò i contatti per un trattato di pace e quarantaquattro divisioni tedesche furono spostate da oriente a occidente; in Italia gli austro-ungarici erano avanzati fino al Piave; sul fronte occidentale vigeva ancora una situazione di stallo.

## Le offensive finali

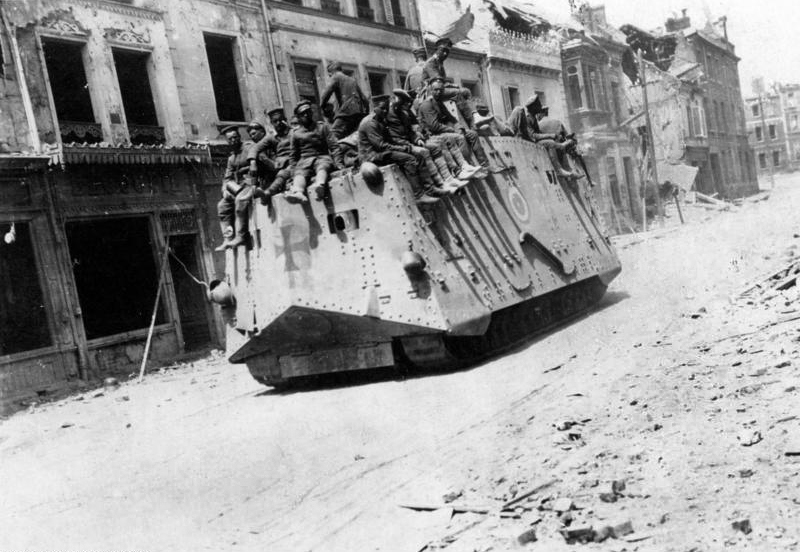
Soldati tedeschi su un carro A7V a Roye, nella Somme, 21 marzo 1918

L'8 giugno 1917 il generale John Pershing, comandante delle truppe statunitensi in Europa (American Expeditionary Forces), sbarcò a Liverpool con il suo stato maggiore e il 26 arrivò in Francia il primo grosso contingente statunitense forte di 140 000 uomini; il 23 febbraio 1918, per la prima volta, le truppe statunitensi presero parte a un'azione a Chevregny insieme ai francesi. L'afflusso delle forze statunitensi era continuo ed entro il maggio 1918 il numero di soldati dislocati in Francia era salito a 500 000, cifra destinata a raddoppiare entro la metà del luglio seguente. Tutto ciò rendeva più che mai impellente per la Germania ottenere una vittoria a ovest.
La definitiva resa della Russia, sancita con la firma del trattato di Brest-Litovsk, consentì ai tedeschi di ammassare sul fronte occidentale 192 divisioni, contrapposte alle 172 divisioni in quel momento a disposizione degli Alleati. Fin dal novembre 1917 l'alto comando tedesco aveva avviato discussioni sulla strategia da seguire: invece che un'unica grande offensiva si optò per una serie di attacchi in forze da lanciare in successione in più zone del fronte, rischierando ogni volta la massa delle truppe per condurre l'azione successiva. Ludendorff decise per un attacco contro le forze britanniche, considerate tatticamente inferiori ai francesi e sfavorite nel rapporto di forze: l'alto comando tedesco voleva come prima cosa un'offensiva nelle Fiandre, dove lo spazio di manovra per i britannici era ridotto e la possibilità di occupare i porti sulla Manica una prospettiva strategica allettante, ma memori del pantano di Passchendaele si ritenne che il terreno non sarebbe stato sufficientemente asciutto per un attacco in forze prima di aprile. Il tempo giocava contro la Germania, perciò l'attacco non poteva aspettare: la prima spallata sarebbe quindi partita in marzo in Piccardia, punto di giunzione tra le armate britanniche a nord e quelle francesi a sud, con l'obiettivo di separare le une dalle altre; seguita dall'attacco nelle Fiandre, l'azione avrebbe accerchiato i britannici con le spalle alla Manica, mettendoli davanti alla scelta tra essere annientati o fuggire in Gran Bretagna abbandonando gli alleati.
L'offensiva tedesca fu attentamente pianificata: l'attacco avrebbe combinato le nuove tattiche delle truppe d'assalto (Stoßtrupp), unità composte dagli uomini migliori addestrati a infiltrarsi in profondità aggirando i punti di resistenza, con l'uso di aerei da attacco al suolo e uno sbarramento d'artiglieria accuratamente pianificato comprendente pure l'uso di gas. Le tattiche d'infiltrazione, già sperimentate con ampio successo sul fronte orientale e a Caporetto, lasciavano presagire risultati sorprendenti, ma il piano presentava però molti punti critici: l'attacco in Piccardia avrebbe comportato un'avanzata sul terreno già devastato dalla battaglia della Somme e dalla ritirata tedesca sulla linea Hindenburg, rallentando i movimenti; l'attacco e l'avanzata in profondità erano rimessi unicamente al potenziale umano, visto che le divisioni di cavalleria erano poche e male equipaggiate e che i carri armati erano solo poche decine (spesso del modello A7V, lento e sgraziato). Le perdite sarebbero state prevedibilmente alte e avrebbero colpito in particolare le truppe migliori riunite nelle Stoßtrupp: dopo la prima spallata gli attacchi successivi avrebbero avuto una forza progressivamente calante, mentre la difesa del terreno conquistato sarebbe interamente ricaduta sulle divisioni ordinarie composte di uomini di seconda scelta.

### L'offensiva tedesca di primavera

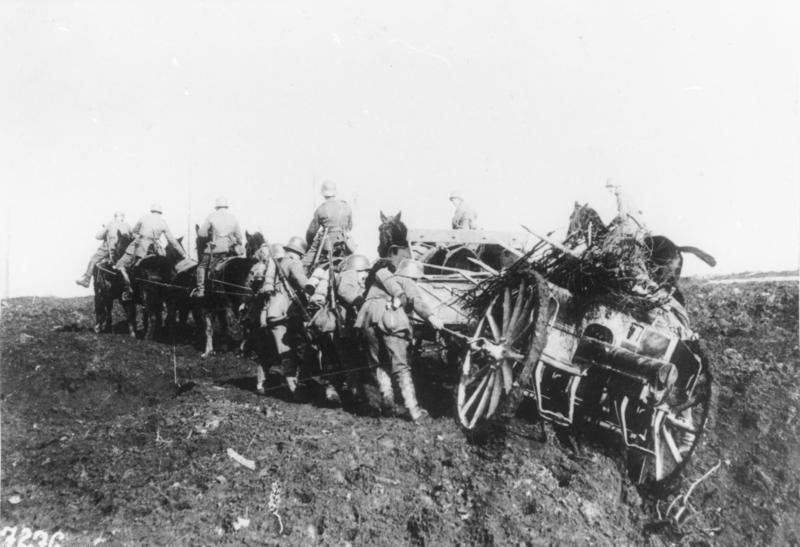
Trasporto di un cannone tedesco da 7,7 cm durante l'offensiva di primavera

Il primo grande attacco dell'offensiva risolutiva tedesca (operazione Michael) ebbe inizio il 21 marzo lungo il fronte tra Arras e San Quintino con il più terrificante bombardamento d'artiglieria di tutta la guerra: più di 6 400 cannoni (quasi la metà di tutti i pezzi d'artiglieria tedeschi schierati a occidente), 3 500 mortai e 730 aerei riversarono per alcune ore un diluvio di fuoco sulle linee della 5ª Armata britannica, che fu ben presto sopraffatta; solo nel primo giorno le truppe d'assalto tedesche occuparono un'area di territorio pari a quello conquistato dai britannici nei 140 giorni della battaglia della Somme e nei successivi otto giorni l'avanzata fu di 65 km, portando le linee del fronte verso ovest di più di 100 km. Le conquiste fatte dai tedeschi durante l'offensiva furono impressionanti per gli standard del fronte occidentale: 90 000 prigionieri catturati, 1 300 cannoni presi, 212 000 soldati nemici morti o feriti e un'intera armata britannica messa fuori combattimento; le perdite tra i tedeschi furono comunque alte (239 000 tra ufficiali e soldati), con alcune divisioni che furono ridotte alla metà dei loro effettivi. L'offensiva riuscì a sfondare il sistema difensivo britannico, ma non tutto era andato secondo i piani: Arras, la cui conquista era necessaria per aprire la via verso nord e i porti della Manica, era rimasta in mano agli Alleati mentre l'avanzata più spettacolare si era avuta a sud-ovest nel settore dell'alta Somme, dove i tedeschi avevano raggiunto la linea tra Montdidier e Noyon prima di essere bloccati dai rinforzi francesi per il 28 marzo. Lo scampato pericolo fece riconsiderare ai britannici la questione del comando congiunto con i francesi: il 26 marzo il generale Ferdinand Foch fu nominato comandante in capo delle forze alleate sul fronte occidentale, con autorità tanto su Haig quanto su Pétain.
Preceduta da due giorni di bombardamento, il 9 aprile fu la volta dell'offensiva tedesca nelle Fiandre (operazione Georgette): il fronte tenuto da britannici e portoghesi lungo il fiume Lys tra Armentières e Béthune venne sfondato nel corso dei primi due giorni e i tedeschi avanzarono per sei chilometri riconquistando molte delle zone faticosamente occupate dagli Alleati nei mesi precedenti come Passchendaele, Messines e Neuve Chapelle, ma i rinforzi francesi e australiani arrivarono appena in tempo per negare ai tedeschi la conquista dello strategico crocevia di Hazebrouck. Ludendorff rinnovò l'attacco il 25 aprile in congiunzione con una seconda offensiva molto più a sud, nella zona di Amiens: nelle Fiandre i tedeschi conquistarono le alture di Kemmel ma non riuscirono a scacciare i britannici da Ypres, mentre l'azione contro Amiens fu bloccata dagli anglo-francesi nel corso della seconda battaglia di Villers-Bretonneux, famosa per aver visto il primo combattimento tra carri armati della storia. Il 29 aprile Ludendorff dovette ordinare la sospensione dell'offensiva.
L'intervento dei rinforzi francesi era stato determinante per sostenere la vacillante linea britannica nel corso tanto di Michael quanto di Georgette, pertanto Ludendorff progettò un massiccio attacco per paralizzare l'esercito francese e attirare i rinforzi alleati verso sud prima di riprendere le offensive per accerchiare la BEF contro la Manica. Il 27 maggio i tedeschi lanciarono l'operazione Blücher-Yorck contro le linee francesi sull'Aisne e lo Chemin des Dames: la 6ª Armata francese aveva ammassato gran parte delle sue forze in prima linea, e quando i tedeschi riuscirono a infiltrarsi nelle difese nemiche poterono dilagare nelle retrovie. I tedeschi avanzarono per una profondità di 40 km, prendendo Soissons il 29 maggio e raggiungendo Château-Thierry sulle rive della Marna a 90 km da Parigi; solo il 31 maggio gli Alleati riuscirono a bloccare i tedeschi intorno a Reims. La lotta contro il tempo della Germania per vincere la guerra prima che gli Stati Uniti potessero far valere il loro potenziale bellico era però ormai perduta: il generale Pershing pretendeva che le sue forze fossero impiegate unitariamente e non frazionate qui e là in appoggio agli anglo-francesi, ma dovette infine accettare quest'ultima situazione e il 28 maggio la 1ª Divisione statunitense fu inviata in aiuto dei francesi per riconquistare Cantigny; tre giorni dopo altre due divisioni statunitensi furono impegnate con unità anglo-francesi nella sanguinosa battaglia di Bosco Belleau.
La vicinanza del fronte a Parigi fece balenare a Ludendorff la possibilità di vibrare un colpo mortale ai francesi e, il 9 giugno, i tedeschi scatenarono l'operazione Gneisenau contro il saliente di Compiègne, posto in mezzo al territorio conquistato con le offensive Michael e Blücher-Yorck: l'obiettivo ultimo era quello di aprire una via diretta per Parigi, ma nonostante le forti perdite la 3ª Armata francese oppose una resistenza determinata e l'operazione venne sospesa il 12 giugno dopo una penetrazione di appena 9 km. Non pago di questo insuccesso, Ludendorff preparò per il 15 luglio un attacco "tutto per tutto" più a est sui due lati del saliente di Reims, dando il via alla cosiddetta seconda battaglia della Marna: l'attacco a est di Reims fu un completo fallimento, con i difensori francesi che riuscirono ad anticipare l'assalto nemico, ma a ovest i tedeschi riuscirono a piegare la resistenza del II Corpo d'armata italiano in Francia e a stabilire una testa di ponte a sud del fiume Marna. Questo successo fu l'apice dell'offensiva risolutiva tedesca: il 18 luglio tre armate francesi e cinque divisioni statunitensi scatenarono un violento contrattacco contro il lato ovest dell'esposto saliente tedesco proteso verso la Marna, dando vita alle battaglie di Soissons e di Château-Thierry. L'effetto sorpresa e l'appoggio di 225 carri leggeri Renault FT si rivelarono determinanti nell'infrangere la resistenza tedesca: il 1º agosto Soissons venne riconquistata e tra il 2 e il 3 agosto i tedeschi si ritirarono dalla testa di ponte sulla Marna; per il 4 agosto, quando la controffensiva ebbe termine, i tedeschi erano arretrati di 50 km facendo svanire qualunque possibilità di una vittoria.

### I raid navali britannici

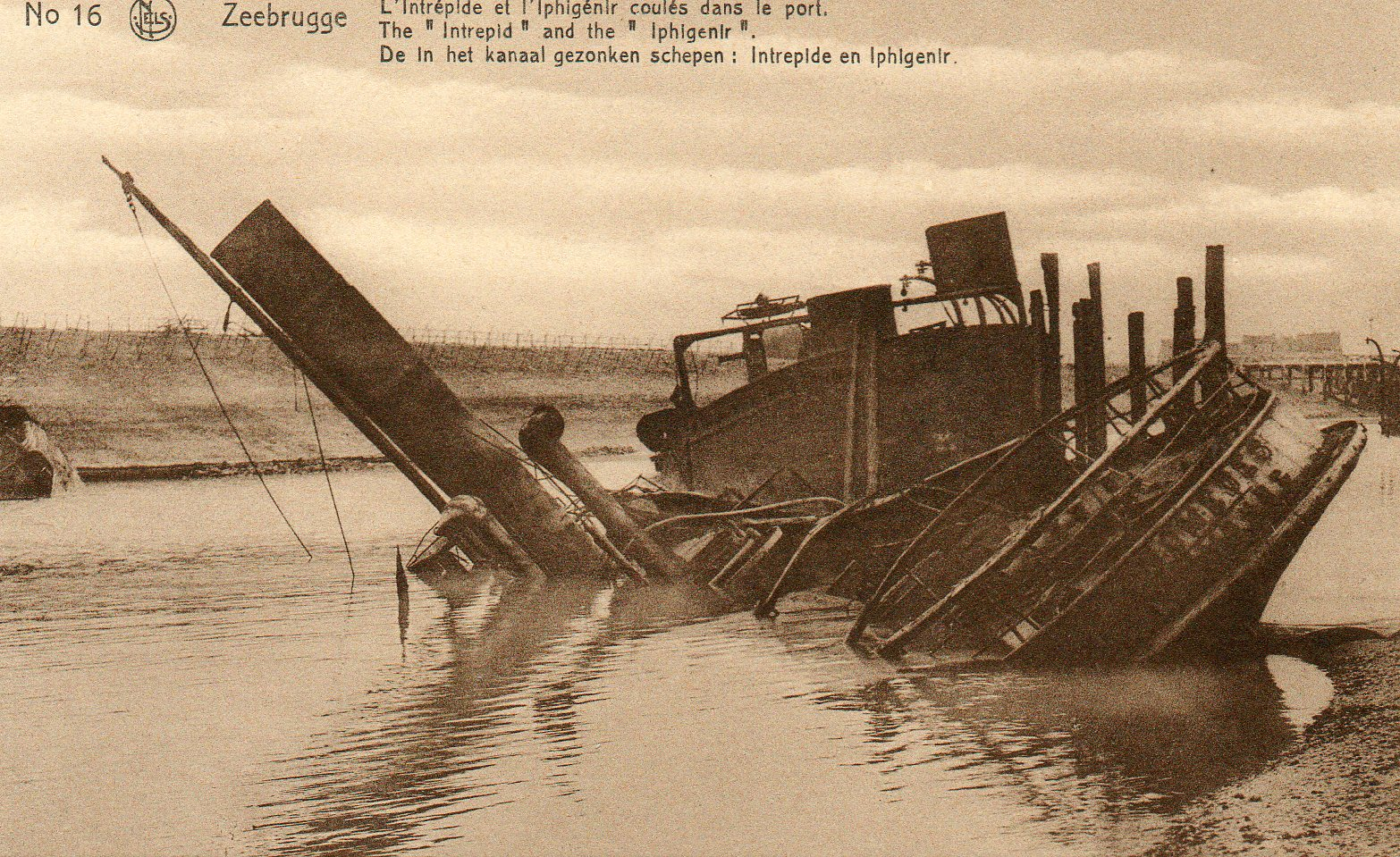
Le Tug Diomedes affondate come blocco all'ingresso del canale di Ostenda

Verso la fine della guerra la Royal Navy si pose il problema di interdire le azioni delle unità leggere e degli U-Boot della Kaiserliche Marine che partivano dai porti del Belgio occupato. Benché i successi contro gli U-Boot della marina britannica si moltiplicassero, questi venivano prodotti a una velocità pari a quella con cui venivano distrutti e colpivano le rotte di rifornimento britanniche attraverso la Manica, rappresentando una continua minaccia alle vie di rifornimento della BEF impegnata sul continente.
Gli attacchi furono sferrati nella tarda primavera del 1918. Il primo raid di Ostenda (parte dell'operazione ZO) venne compiuto dalla Royal Navy con l'obiettivo di bloccare l'accesso al porto omonimo, mentre il vicino porto di Bruges fu oggetto di un contemporaneo attacco. Il 23 aprile tre vecchi incrociatori britannici, accompagnati da una consistente forza navale d'appoggio, furono affondati nel braccio di mare antistante la base dei sommergibili; il molo fortificato che proteggeva il porto fu cannoneggiato e molte delle sue strutture demolite; il viadotto che lo collegava alla ferrovia fu fatto saltare. Due delle navi affondarono come previsto nel punto più stretto, ma il blocco durò solo pochi giorni in quanto i tedeschi rimossero due moletti collocati su un lato del canale liberando così un varco per gli U-Boot con l'alta marea; in tre settimane i tedeschi riuscirono ad approntare una deviazione e i sommergibili ripresero indisturbati a pattugliare il Mare del Nord e dintorni. L'incursione fu un fallimento e costò ai britannici 200 morti e 400 feriti, ma l'opinione pubblica britannica si entusiasmò per il raid.
Tre settimane dopo il fallimento, fu lanciato un secondo attacco ad Ostenda che ebbe maggior successo, con l'affondamento di una nave all'imbocco del canale ma ancora senza riuscire a chiudere completamente il passaggio. Nuovi piani per attaccare la zona durante l'estate del 1918 non vennero messi in atto e le basi tedesche in zona rimasero una minaccia costante fino alla fine del conflitto, quando Ostenda e Bruges vennero liberate dalle forze di terra anglo-francesi.

### Il contrattacco alleato

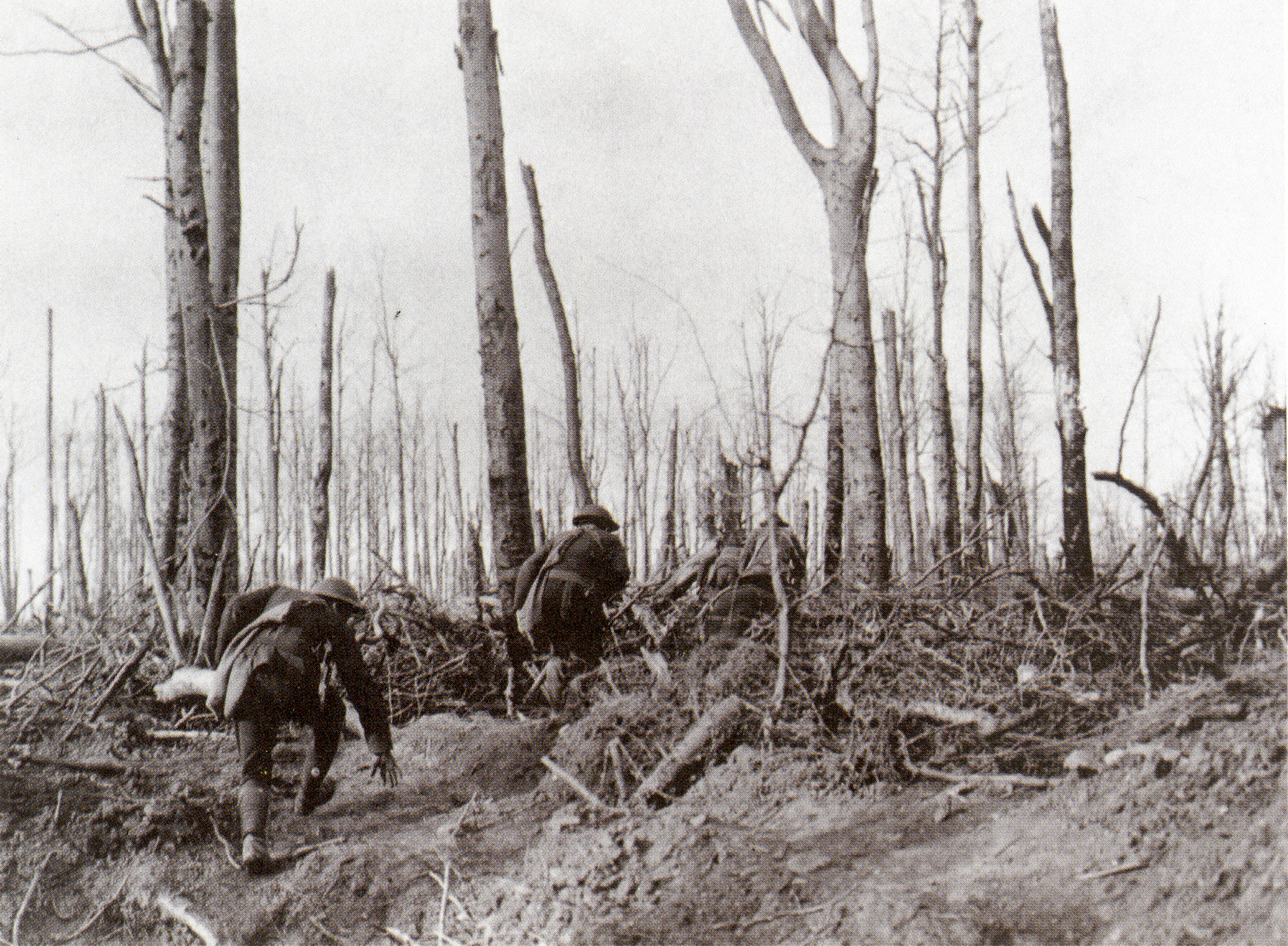
Marines statunitensi in azione durante la battaglia della Mosa-Argonne

Quella scatenata sulla Marna era solo la prima delle controffensive progettate dagli Alleati per l'estate del 1918: i piani di Foch prevedevano una serie di operazioni da attuarsi in successione lungo le zone più disparate del fronte onde tenere costantemente sotto pressione i tedeschi; invece di grandi sfondamenti si puntava a ottenere obiettivi circoscritti, badando sempre a ottenere una superiorità numerica locale e facendo molto affidamento sull'impiego dei carri armati. L'8 agosto truppe anglo-francesi lanciarono un attacco nel settore di Amiens con l'appoggio di 456 carri armati: il fronte fu sfondato per una lunghezza di 23 km e una profondità di 4 e sei divisioni tedesche furono distrutte, lasciando 13 000 prigionieri in mano al nemico. Le riserve tedesche bloccarono ulteriori progressi nei giorni successivi, ma il basso morale e gli episodi di cedimento registrati in numerosi reparti portarono Ludendorff a parlare dell'8 agosto 1918 come del "giorno più nero per l'esercito tedesco".
A partire dal 10 agosto i tedeschi iniziarono a ritirarsi dall'ampio saliente creato con l'operazione Micahel, incalzati da presso dalle armate francesi; il 21 agosto furono invece britannici e statunitensi a scatenare un nuovo contrattacco sulla Somme: Albert fu conquistata il 22 agosto e Bapaume il 29, e in congiunzione con una ritirata dei tedeschi dal terreno conquistato con l'operazione Georgette nelle Fiandre la linea del fronte fu riportata a prima dell'inizio dell'offensiva di primavera. L'avanzata proseguì anche oltre la vecchia linea del fronte: mentre gli australiani si aprivano la strada verso Péronne, il 2 settembre il corpo d'armata canadese aprì un varco nella linea Hindenburg tra Drocourt e Quéant. Molto più a sud, il 13 settembre la 1ª Armata statunitense (il comando unificato da tempo chiesto da Pershing) scatenò un attacco a Saint-Mihiel: postazioni tenute dai tedeschi fin dalla fine del 1914 furono distrutte con la cattura di più di 8 000 prigionieri; in congiunzione con le armate francesi, a partire dal 26 settembre seguente l'attacco degli statunitensi fu prolungato più a nord in un'offensiva nelle Argonne, che tuttavia procedette lentamente a causa del terreno difficile e delle forti piogge.

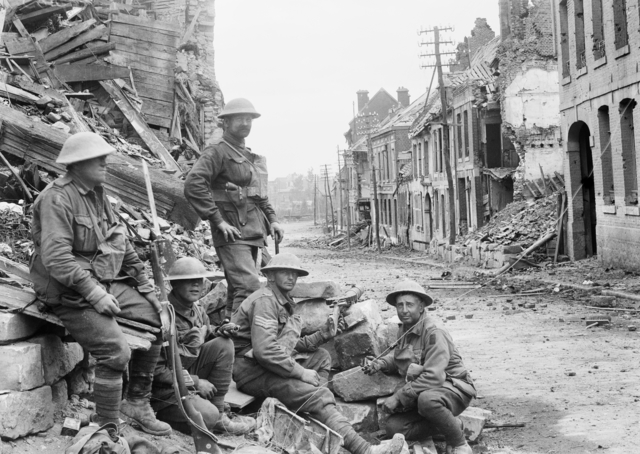
Soldati australiani durante una pausa dei combattimenti nei pressi di Péronne (Somme)

Ludendorff aveva optato per una strategia difensiva cercando in tutti i modi di tenere la Linea Hindenburg, ma ormai il morale delle truppe tedesche era a terra. Il 27 settembre britannici, statunitensi e francesi scatenarono una grande offensiva nel settore di Cambrai-San Quintino, sfondando le difese della linea Hindenburg per un ampio tratto; il 28 settembre fu la volta dei belgi, appoggiati dagli anglo-francesi, ad attaccare nella zona di Ypres, conquistando Diksmuide e aprendo il crollo di tutte le posizioni dei tedeschi nelle Fiandre. La perdita di quasi 230 000 uomini nel solo mese di settembre convinse infine l'alto comando tedesco che il fronte occidentale era a un passo dal collasso: il 29 settembre Ludendorff si recò direttamente dal Kaiser per chiedergli di avanzare immediatamente una proposta di pace, dando grossa parte della colpa alle «idee spartachiste e socialiste che avvelenavano l'esercito tedesco».
Sfondate le ultime posizioni della linea Hindenburg il 5 ottobre, le armate britanniche avanzarono sui vecchi campi di battaglia del 1914 conquistando Cambrai il 9 ottobre e Le Cateau il 10; a partire dal 14 ottobre una nuova offensiva portò gli Alleati a dilagare nel Belgio occidentale liberando Ostenda il 17 ottobre e Bruges due giorni dopo. Il 23 ottobre i tedeschi abbandonarono la loro vecchia linea sull'Aisne per operare una ritirata generale fino alle rive della Mosa; il 1º novembre francesi e statunitensi erano ormai in vista di Sedan dopo la lenta avanzata attraverso le Argonne, mentre il 4 novembre i britannici lanciarono il loro ultimo grande assalto attaccando sulla Sambre. Riconosciuta l'impossibilità di continuare la lotta, già il 4 ottobre il nuovo cancelliere tedesco, il principe Max von Baden, telegrafò a Washington per richiedere l'armistizio sulla base dei "Quattordici punti" precedentemente enunciati dal presidente Wilson.

## La resa delle forze tedesche
Wilson era intenzionato a lasciare agli anglo-francesi la definizione dei termini dell'armistizio, ma riuscì a imporre alcuni suoi punti fermi tra cui la richiesta, il 23 ottobre, che le trattative non potessero avere luogo finché le attuali massime autorità politiche e militari tedesche fossero ancora in carica; Ludendorff tentò di opporsi a questo cambio di regime imposto, ma il 26 ottobre fu obbligato dal Kaiser a rassegnare le dimissioni e fu sostituito dal generale Wilhelm Groener. La Germania era ormai rimasta sola a reggere il peso del conflitto: infatti il 30 ottobre l'Impero ottomano aveva firmato l'armistizio di Mudros con gli Alleati e il 3 novembre l'Austria-Ungheria aveva capitolato e sottoscritto l'armistizio di Villa Giusti con l'Italia.

Mitragliere tedesco morto in Francia il 4 novembre 1918

Il collasso interno della Germania era ormai in atto: dopo alcuni disordini verificatisi già tra il 29 e il 30 ottobre, il 3 novembre l'intera flotta tedesca si ammutinò a Kiel opponendosi a un tentativo degli ammiragli di organizzare un'ultima sortita suicida contro le coste britanniche; l'ammutinamento dei marinai aprì poi il periodo di disordini interni al paese noto come "rivoluzione di novembre". Il Kaiser lasciò Berlino per Spa, dove progettava di salvare la sua dinastia tramite un'eventuale abdicazione a favore del giovane figlio Guglielmo di Prussia; l'opposizione da parte dei partiti politici del Reichstag, dove la maggioranza era ormai nelle mani dei favorevoli alla repubblica, fece naufragare questo tentativo: il 9 novembre il principe Max trasmise i suoi poteri di cancelliere al socialista Friedrich Ebert, il quale proclamò quello stesso giorno l'istituzione di un regime repubblicano. Senza più l'appoggio delle forze armate, che avevano accettato il cambio di regime, il 10 novembre a Guglielmo II non restò altro che abdicare e recarsi in esilio nei Paesi Bassi.
L'8 novembre una delegazione tedesca aveva raggiunto Rethondes per avviare le trattative armistiziali con gli anglo-francesi. Lungaggini burocratiche fecero ritardare la trasmissione a Berlino dei termini imposti dagli Alleati fino al 10 novembre: senza praticamente alcun margine per trattare, il governo per bocca del dimissionario principe Max e l'esercito su ordine di Hindenbrurg autorizzarono i delegati a firmare. Alle 05:10 dell'11 novembre 1918, in un vagone ferroviario nei boschi vicino Compiègne, i delegati siglarono l'armistizio per la cessazione dei combattimenti sul fronte occidentale, entrato ufficialmente in vigore alle 11:00 di quello stesso giorno.

## Conseguenze
(Diario di Arthur Ruppin, industriale tedesco, 7 dicembre 1918.)
La disfatta aveva portato in Germania il crollo delle istituzioni imperiali, la proclamazione della repubblica e la costituzione di un governo la cui autorità faticava a essere riconosciuta perfino nelle strade di Berlino. Anche l'esercito cadde nello sconforto: le unità delle retrovie avevano contribuito al rovesciamento della monarchia, mentre le armate impiegate al fronte venivano condotte in patria e smobilitate. All'11 novembre 1918 il territorio ancora controllato dai tedeschi era piuttosto cospicuo, comprendendo gran parte del Belgio, il Lussemburgo e la regione di Sedan in Francia, mentre all'opposto nessuna zona della Germania risultava occupata dagli Alleati; l'esercito tedesco aveva subito forti perdite e il suo spirito combattivo era ai minimi termini, ma le truppe erano ancora in armi, le trincee piene di uomini, le artiglierie in posizione. Il paradosso di una Germania sconfitta che non appariva tale era lampante agli occhi degli osservatori: il generale Karl von Einem, comandante della 3ª Armata, si rivolse alle sue truppe dicendo «Il fuoco è cessato. Non sconfitti [...] voi concludete la guerra in territorio nemico»; Pershing, dal canto suo, era irritato perché il suo consiglio di costringere i tedeschi alla resa sul campo non era stato ascoltato: «Suppongo che la nostra campagna sia conclusa, ma quale enorme differenza avrebbe fatto qualche giorno ancora di guerra. [...] la mia paura è che la Germania non abbia capito di averle prese. Se ci avessero dato un'altra settimana, glielo avremmo fatto capire».

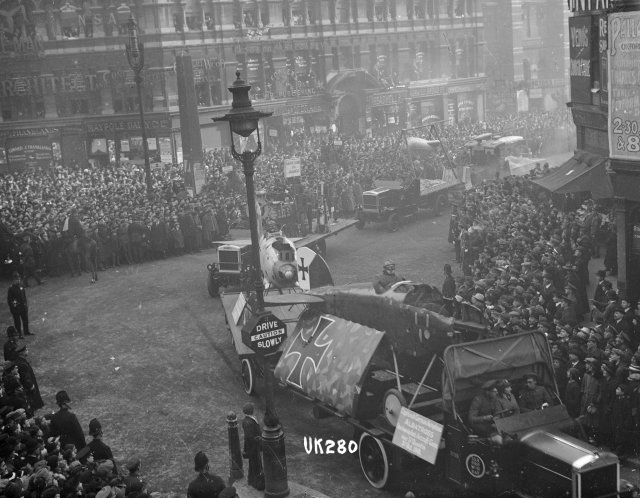
Aerei tedeschi di preda bellica sfilano tra le strade di Londra, novembre 1918

In ottemperanza ai termini dell'armistizio, mentre i tedeschi sgombravano i territori ancora occupati tra il 1º e il 4 dicembre le truppe britanniche, statunitensi e francesi varcarono la frontiera tedesca e occuparono la Renania insediandosi rispettivamente a Colonia, Coblenza e Magonza; le città mal si assoggettavano alla presenza degli occupanti, i quali secondo una convinzione sempre più diffusa, non avevano sconfitto la Germania sul campo ma si erano assicurati l'armistizio per l'incapacità dei governanti tedeschi di scongiurare la rivoluzione e il repubblicanesimo. Il 18 gennaio 1919 si aprì la conferenza di pace di Parigi, in una data che suonava offensiva ai tedeschi, poiché si trattava dello stesso giorno in cui era stato solennemente proclamato l'impero quarantanove anni prima; le condizioni di pace furono prevedibilmente punitive nei confronti della Germania, ma particolarmente inaccettabile si rivelò la cosiddetta "clausola di colpevolezza per la guerra" che attribuiva al paese la sola responsabilità per lo scoppio del conflitto: per come fu percepita dalla Germania ed enfatizzata dai suoi politici, tale clausola sarebbe divenuta il bersaglio dei movimenti reazionari e nazionalisti. Nella popolazione nacque il mito della Dolchstoßlegende, secondo cui l'esercito non era stato sconfitto ma abbandonato dal governo e tradito dai nemici interni; ciò in seguito sarebbe stato sfruttato dalla propaganda nazista per giustificare almeno in parte l'abbattimento della Repubblica di Weimar.

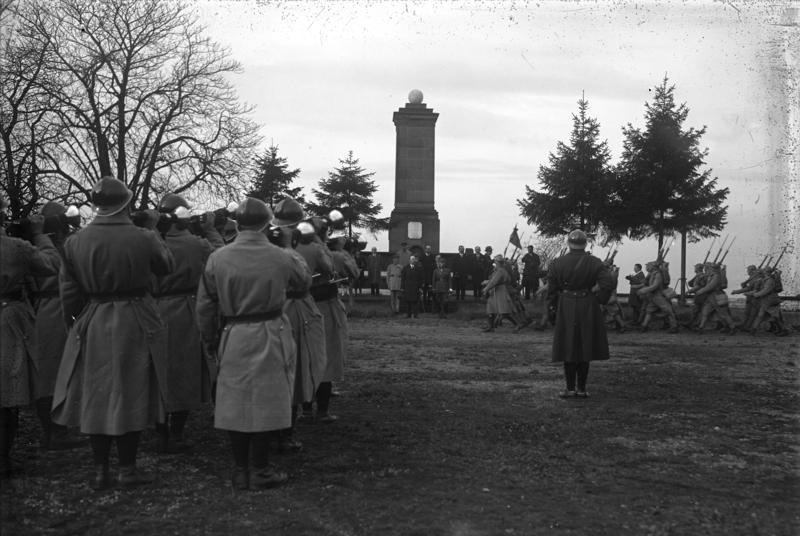
Truppe francesi in parata a Coblenza

Al discorso di apertura della conferenza di Versailles, il capo della delegazione tedesca, conte Ulrich von Brockdorff-Rantzau si rifiutò di firmare la clausola dell'ammissione di colpevolezza, puntando il dito sul blocco navale ancora in vigore che stava mietendo migliaia di vittime nella popolazione. Gli Alleati risposero che il blocco sarebbe continuato fino a che non fosse stato ratificato il trattato. La bozza finale fu ricevuta dalla delegazione tedesca il 7 maggio 1919, il 29 la stessa delegazione presentò un memorandum di protesta contro le proposte avanzate dagli Alleati, accettando di disarmare in anticipo ma a patto che la riduzione degli armamenti fosse di dimensioni analoghe a quella degli Alleati; di rinunciare alla sovranità in Alsazia e Lorena, ma proponendo che vi si tenesse un plebiscito; di pagare entro certi limiti i danni di guerra ma rifiutando di assumersene la colpa. L'opposizione degli Alleati fu perentoria, la guerra era un ricordo ancora troppo vivo. Il 22 giugno a Versailles i delegati acconsentirono alla firma del trattato tranne che per la clausola della dichiarazione di "colpevolezza" e, mentre i rappresentanti alleati si stavano preparando a discutere questo nuovo gesto di sfida, arrivò la notizia dell'autoaffondamento della flotta tedesca a Scapa Flow, effettuato su ordine del comandante Ludwig von Reuter per prevenirne la spartizione tra gli Alleati. Fu immediatamente deciso non solo di rifiutare qualsiasi modifica al trattato, ma di concedere ai tedeschi solo ventiquattr'ore di tempo per sottoscriverlo.

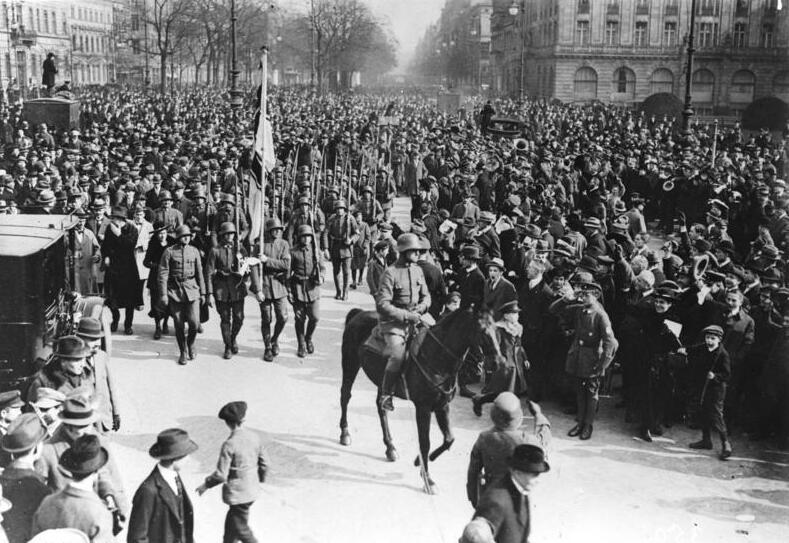
Freikorps della Marienbrigade Erhardt durante il putsch di Kapp

Per non diventare oggetto di riprovazione generale il governo tedesco si dimise, ma Friedrich Ebert rifiutò le dimissioni e chiese a Hindenburg se la Germania avrebbe potuto difendersi nel caso di una recrudescenza delle ostilità; per tutta risposta Hindenburg uscì dalla stanza e solo quattro ore prima della scadenza il governo autorizzò la firma del trattato. Il 28 giugno il trattato fu siglato: i termini della pace dettati dalle potenze vincitrici erano umilianti e avrebbero cancellato la Germania come potenza militare ed economica. Il trattato di Versailles riportò alla Francia la provincia di confine dell'Alsazia-Lorena, limitò severamente il numero di effettivi dell'esercito tedesco a 100 000 unità e vietò la ricostituzione di una forza aerea e di una marina militare; la riva occidentale del Reno sarebbe stata demilitarizzata e il canale di Kiel aperto al traffico internazionale.
Quattro imperi erano caduti nel 1918, e con essi, i loro sovrani. Il Kaiser andò in esilio nei Paesi Bassi, ma in Germania la violenza non diminuì: la nazione sconfitta divenne vittima di coloro che cercavano una soluzione militarista ai suoi problemi, ma la Repubblica di Weimar sopravvisse ai diversi attentati alla sua esistenza come il Putsch di Kapp del marzo 1920 o il Putsch di Monaco del novembre 1923. La Repubblica riaffermò la propria autorità e il governo di Weimar riuscì a trattare una riduzione delle riparazioni di guerra; con il Patto di Locarno del 1925 la Germania fu ammessa a far parte del sistema di sicurezza europeo. Ma nel 1933 l'ascesa di Hitler spazzò via per molto tempo quella stabilità che poteva segnare il definitivo ritorno della Germania nel consesso delle nazioni europee.